# GWD Minden
Der Turn- und Sportverein Grün-Weiß Dankersen-Minden e. V. (kurz TSV GWD Minden, GWD Minden oder GWD) ist ein Sportverein aus der ostwestfälischen Stadt Minden in Nordrhein-Westfalen, der vor allem durch die Erfolge seiner Handballsparte bekannt ist. Der Spielbetrieb der Bundesligamannschaft, die unter dem damaligen Namen TSV Grün-Weiß Dankersen zu den Gründungsmitgliedern gehört und derzeit in der Handball-Bundesliga spielt, ist in die GWD Minden Handball-Bundesliga GmbH & Co. KG ausgelagert. In der Ewigen Bundesliga-Tabelle belegt sie derzeit den achten Platz. Die Zahl der Mitglieder beläuft sich auf 746. Kurioserweise war der Verein in allen vom Deutschen Handballbund neu eingerichteten oder eingleisig gestalteten bundesweiten Spielklassen im Männerbereich Gründungsmitglied.

## Vereinsgeschichte

### 1924 bis 1926 – Die Gründung des Vereins
Am 31. Mai 1924 fand in der Gastwirtschaft Chr. Piepenbrink in Dankersen – einem Ort mit etwa 5000 Einwohnern (seit der Gebietsreform 1973 ein Stadtteil Mindens) – die Gründungsversammlung einer Deutschen Turnerschaft statt. Während der Versammlung traten 45 Mitglieder männlichen Geschlechts dem zunächst reinen Turnverein bei. Es wurde ein provisorischer Vorstand unter dem Vorsitz von Anton Buhrmester gewählt. Am 20. Juni bestimmten die Mitglieder die Vereinsfarben Grün-Weiß und den Vereinsnamen „Turnverein Deutsche Eiche Dankersen DT“.
Offiziell anerkannt wurde der Verein am 26. November mit der Genehmigung der beschlossenen Satzung durch das Amtsgericht Minden.

### Geschichte der Handballabteilung

#### 1926 bis 1945 – Die frühen Vereinsjahre, NS-Zeit und Zweiter Weltkrieg
| Saison                                          | Liga                               | Pl.                                | Tore                               | Punkte                             |
| ----------------------------------------------- | ---------------------------------- | ---------------------------------- | ---------------------------------- | ---------------------------------- |
| 1926/27                                         | nicht am Spielbetrieb teilgenommen | nicht am Spielbetrieb teilgenommen | nicht am Spielbetrieb teilgenommen | nicht am Spielbetrieb teilgenommen |
| 1927/28                                         | nicht am Spielbetrieb teilgenommen | nicht am Spielbetrieb teilgenommen | nicht am Spielbetrieb teilgenommen | nicht am Spielbetrieb teilgenommen |
| 1928/29                                         | Bezirksklasse Nord                 | 1                                  | 0?:?0                              | 0?:?0                              |
| 1929/30                                         | Gauklasse Gruppe A                 | 1                                  | 0?:?0                              | 18:20                              |
| 1930/31                                         | Gauklasse Gruppe A                 | 2                                  | 0?:?0                              | 15:50                              |
| 1931/32                                         | Gauklasse Gruppe A                 | 1                                  | 0?:?0                              | 15:10                              |
| 1932/33                                         | Meisterklasse                      | ?                                  | 0?:?0                              | 0?:?0                              |
| 1933/34                                         | Bezirksklasse                      | ?                                  | 0?:?0                              | 0?:?0                              |
| 1934/35                                         | Bezirksklasse                      | 2                                  | 0?:?0                              | 18:60                              |
| 1935/36                                         | Bezirksklasse                      | 2                                  | 112:850                            | 20:80                              |
| 1936/37                                         | Bezirksklasse                      | 1                                  | 106:780                            | 20:80                              |
| 1937/38                                         | Bezirksklasse                      | 1                                  | 130:750                            | 24:40                              |
| 1938/39                                         | Bezirksklasse                      | 4                                  | 099:103                            | 12:12                              |
| grün unterlegt: Aufstieg rot unterlegt: Abstieg |                                    |                                    |                                    |                                    |

Es ist bislang nicht endgültig geklärt, wann genau der Handballsport seinen Anfang beim TV Eiche hatte. Spätestens aber im Sommer 1927 nahm erstmals eine Jugendmannschaft am Spielbetrieb teil. Die Herren starteten in der Saison 1928/29 in der Bezirksliga und erreichten durch den ersten Tabellenplatz das Aufstiegsspiel zur Gauklasse, welches gegen den MTV Minden II jedoch mit 4:6 verloren wurde. Durch eine Neueinteilung der Spielklassen aufgrund steigender Meldezahlen wurde ein Entscheidungsspiel gegen TV Jahn Minden II notwendig. Durch einen 3:2-Erfolg gelang der Aufstieg. In der Gauklasse wurde erneut der Staffelsieg geholt. Die folgende Aufstiegsrunde zur Meisterklasse wurde nicht erfolgreich bestritten. Nach einem zweiten Platz in der Saison 1930/31, klappte der Aufstieg eine Saison später durch einen 5:3-Sieg gegen den TV Altenhagen und somit wurde die Saison 1932/33 in der Meisterklasse gespielt.
Durch die Machtergreifung der Nationalsozialisten und die damit verbundene Gründung von Fachverbänden verlor die Deutsche Turnerschaft die Austragung der Meisterschaftsspiele im Handball an die Deutsche Sportbehörde für Leichtathletik. Es kam zu einem Kompetenz-Streit, den beide Verbände erst Mitte September 1933 beendeten, indem sie sich auf die Austragung gemeinsamer Meisterschaften einigten. Obwohl der Minden-Ravensberger Turnbezirk in seiner Spielklasseneinteilung den TV Eiche weiterhin der Meisterklasse zugeordnet hatte, verlor man den Platz in der höchsten Spielklasse aufgrund einer Neuorganisation der Spielklassen und wurde in die Bezirksklasse eingeordnet. In der Saison 1933/34 konnte der Abstieg knapp verhindert werden.
Die folgenden vier Jahre verliefen besser. Auf zwei zweite Plätze, folgten zwei Staffelsiege. In den Saisons 1936/37 und 1937/38 erreichte man bei den ostwestfälischen Bezirksmeisterschaften jedoch nicht den benötigten zweiten Platz, um an den Aufstiegsspielen teilzunehmen. Die letzte Saison vor Kriegsausbruch beendete der TV Eiche auf Rang vier. Danach kam der Spielbetrieb fast komplett zum Erliegen. Einzelne Versuche eine Meisterschaft auszutragen, schlugen aufgrund der vielen Wehrmachts-Einberufungen junger Männer immer wieder fehl. Ende Oktober 1941 wurde das vermutlich letzte Meisterschaftsspiel vor 1946 gegen den TuS Minderheide mit 3:11 verloren.

#### 1945 bis 1961 – TSV Grün-Weiß Dankersen
| Saison | Feldhandball          | Hallenhandball                            |
| ------ | --------------------- | ----------------------------------------- |
| 1946   | Aufstieg in Gauklasse | diverse Titel auf Kreis- und Bezirksebene |
| 1947   | Aufstieg in Oberliga  | diverse Titel auf Kreis- und Bezirksebene |
| 1948   | Oberliga              | diverse Titel auf Kreis- und Bezirksebene |
| 1949   | Abstieg aus Oberliga  | diverse Titel auf Kreis- und Bezirksebene |
| 1950   | 3. Platz Gauklasse    | diverse Titel auf Kreis- und Bezirksebene |
| 1951   | Pokalsieger Westfalen | diverse Titel auf Kreis- und Bezirksebene |
| 1952   | 2. Platz Landesliga   | diverse Titel auf Kreis- und Bezirksebene |
| 1953   | 1. Platz Landesliga   | diverse Titel auf Kreis- und Bezirksebene |
| 1954   | Aufstieg in Oberliga  | diverse Titel auf Kreis- und Bezirksebene |
| 1955   | 4. Platz Oberliga     | Ostwestfalenmeister                       |
| 1956   | 2. Platz Oberliga     | Vize-West-DM                              |
| 1957   | Oberliga              | 3. Platz West-DM                          |
| 1958   | Westfalenmeister      | Vize-Westfalenmeister                     |
| 1959   | Oberliga              | Vize-Westfalenmeister                     |
| 1960   | Westfalenmeister      | Vize-Ostwestfalenmeister                  |
| 1961   | Zwischenrunde DM      | Vize-Westfalenmeister                     |

Nach dem Zweiten Weltkrieg wurde der Verein am 21. Oktober 1945 neu gegründet. Da der Name „Eiche“ nicht mehr weitergeführt werden durfte, wurde am 6. April 1946 während einer Monatsversammlung der neue Vereinsname TSV Grün-Weiß Dankersen (GWD) gewählt.

#### 1961 bis 1980 – Meisterschaften im Feld- und Hallenhandball, nationale und internationale Pokalsiege
Feldhandball
| Saison                                             | nur Endrunde der deutschen Meisterschaft | nur Endrunde der deutschen Meisterschaft | nur Endrunde der deutschen Meisterschaft | nur Endrunde der deutschen Meisterschaft |
| -------------------------------------------------- | ---------------------------------------- | ---------------------------------------- | ---------------------------------------- | ---------------------------------------- |
| 1962                                               | Finale                                   | Finale                                   | Finale                                   | Finale                                   |
| 1963                                               | Halbfinale                               | Halbfinale                               | Halbfinale                               | Halbfinale                               |
| 1964                                               | Finale                                   | Finale                                   | Finale                                   | Finale                                   |
| 1965                                               | Finale                                   | Finale                                   | Finale                                   | Finale                                   |
| 1966                                               | nicht qualifiziert                       | nicht qualifiziert                       | nicht qualifiziert                       | nicht qualifiziert                       |
| Saison                                             | Liga                                     | Platz                                    | Tore                                     | Punkte                                   |
| 1967                                               | Bundesliga Nord                          | 01                                       | 248:184                                  | 33:30                                    |
| 1968                                               | Bundesliga Nord                          | 02                                       | 212:193                                  | 23:13                                    |
| 1969                                               | Bundesliga Nord                          | 01                                       | 304:200                                  | 34:20                                    |
| 1970                                               | Bundesliga Nord                          | 02                                       | 212:151                                  | 20:80                                    |
| 1971                                               | Bundesliga Nord                          | 02                                       | 181:161                                  | 19:90                                    |
| 1972                                               | offiziell nur eine Pokalrunde            | offiziell nur eine Pokalrunde            | offiziell nur eine Pokalrunde            | offiziell nur eine Pokalrunde            |
| 1973                                               | Bundesliga                               | nicht teilgenommen                       | nicht teilgenommen                       | nicht teilgenommen                       |
| Saison                                             | nur Endrunde der deutschen Meisterschaft | nur Endrunde der deutschen Meisterschaft | nur Endrunde der deutschen Meisterschaft | nur Endrunde der deutschen Meisterschaft |
| 1974                                               | nicht teilgenommen                       | nicht teilgenommen                       | nicht teilgenommen                       | nicht teilgenommen                       |
| 1975                                               | nicht teilgenommen                       | nicht teilgenommen                       | nicht teilgenommen                       | nicht teilgenommen                       |
| gold unterlegt: Gewinn der deutschen Meisterschaft |                                          |                                          |                                          |                                          |

Zwischen den Jahren 1921 und 1975 gab es in Deutschland Feldhandball-Meisterschaften. In den 1960er Jahren spielte Grün-Weiß Dankersen sehr erfolgreich um die Meisterschaft mit. Der 1967 eingeführten Feldhandball-Bundesliga gehörte der Verein in sechs der sieben Sommerspielzeiten ihrer Existenz an. In der Saison 1967 gelang es dem TSV nach drei Vizemeisterschaften erstmals auch das Finalspiel zu gewinnen und deutscher Feldhandballmeister zu werden, der erste deutsche Meistertitel der Vereinsgeschichte. 1970 und 1971 folgten zwei weitere Titel. Nach dem Ende der Saison 1972 zog Grün-Weiß sich allerdings aus dem Feldhandball zurück. In den Jahren 1968 bis 1970 gewann man als einzige Mannschaft den Feldhandball-Europapokal. Bei allen drei Austragungen blieb man ohne Punktverlust.
Hallenhandball
| Saison                                                                             | nur Endrunde der deutschen Meisterschaft | nur Endrunde der deutschen Meisterschaft | nur Endrunde der deutschen Meisterschaft | nur Endrunde der deutschen Meisterschaft | nur Endrunde der deutschen Meisterschaft |
| ---------------------------------------------------------------------------------- | ---------------------------------------- | ---------------------------------------- | ---------------------------------------- | ---------------------------------------- | ---------------------------------------- |
| 1962                                                                               | Vorrunde                                 | Vorrunde                                 | Vorrunde                                 | Vorrunde                                 | Vorrunde                                 |
| 1963                                                                               | nicht qualifiziert                       | nicht qualifiziert                       | nicht qualifiziert                       | nicht qualifiziert                       | nicht qualifiziert                       |
| 1964                                                                               | nicht qualifiziert                       | nicht qualifiziert                       | nicht qualifiziert                       | nicht qualifiziert                       | nicht qualifiziert                       |
| 1965                                                                               | Finale                                   | Finale                                   | Finale                                   | Finale                                   | Finale                                   |
| 1966                                                                               | nicht qualifiziert                       | nicht qualifiziert                       | nicht qualifiziert                       | nicht qualifiziert                       | nicht qualifiziert                       |
| Saison                                                                             | Liga                                     | Pl.                                      | Tore                                     | Punkte                                   | Pokal                                    |
| 1966/67                                                                            | Bundesliga Nord                          | 02                                       | 290:215                                  | 19:90                                    |                                          |
| 1967/68                                                                            | Bundesliga Nord                          | 02                                       | 237:176                                  | 21:70                                    |                                          |
| 1968/69                                                                            | Bundesliga Nord                          | 04                                       | 240:200                                  | 15:13                                    |                                          |
| 1969/70                                                                            | Bundesliga Nord                          | 02                                       | 220:188                                  | 20:80                                    |                                          |
| 1970/71                                                                            | Bundesliga Nord                          | 01                                       | 210:178                                  | 20:80                                    |                                          |
| 1971/72                                                                            | Bundesliga Nord                          | 03                                       | 201:181                                  | 18:10                                    |                                          |
| 1972/73                                                                            | Bundesliga Nord                          | 02                                       | 227:168                                  | 23:50                                    |                                          |
| 1973/74                                                                            | Bundesliga Nord                          | 03                                       | 314:251                                  | 24:12                                    |                                          |
| 1974/75                                                                            | Bundesliga Nord                          | 02                                       | 333:292                                  | 25:11                                    | P                                        |
| 1975/76                                                                            | Bundesliga Nord                          | 02                                       | 302:259                                  | 24:12                                    | P                                        |
| 1976/77                                                                            | Bundesliga Nord                          | 01                                       | 356:279                                  | 30:60                                    | 2R                                       |
| 1977/78                                                                            | Bundesliga                               | 03                                       | 448:401                                  | 38:14                                    | 1R                                       |
| 1978/79                                                                            | Bundesliga                               | 06                                       | 462:417                                  | 31:21                                    | P                                        |
| 1979/80                                                                            | Bundesliga                               | 06                                       | 401:425                                  | 27:25                                    | AF                                       |
| gold unterlegt: Gewinn der deutschen Meisterschaft gelb unterlegt: DHB-Pokalsieger |                                          |                                          |                                          |                                          |                                          |

Als Westfalenmeister 1966 qualifizierte sich GWD erst über die Zwischenrunde der Westdeutschen Meisterschaft als einer von vier Vereinen aus dem Westdeutschen HV für die neu geschaffene Bundesliga. In der Nordstaffel der zweigleisigen Liga entwickelte sich sofort eine Rivalität mit dem VfL Gummersbach. In den elf Jahren der Zweigleisigkeit wurde GWD zwei Mal Erster und sechs Mal Zweiter (immer hinter Gummersbach) und landete immer unter den besten vier Mannschaften. 1971 gelang durch einen 14:10 (10:4)-Erfolg im Finale gegen den TV Großwallstadt der Gewinn der Deutschen Meisterschaft. 1975 und 1976 war GWD als Deutscher Vizemeister jeweils für das Endspiel um den 1975 neu geschaffenen DHB-Pokal gesetzt und qualifizierte sich beide Male für den Europapokal der Pokalsieger (erst seit der Saison 1976/77 wird eine 'richtige' Pokalrunde gespielt). 1977 wurde GWD abermals im Endspiel gegen den TV Großwallstadt (21:20) zum zweiten Mal Deutscher Meister im Hallenhandball und ging damit als Titelverteidiger in die erste eingleisige Bundesligaspielzeit.

#### 1980 bis 1995 – Zwei Abstiege, zwei Wiederaufstiege, TSV GWD Minden
| Saison                                          | Liga               | Pl. | Tore    | Punkte | Pokal |
| ----------------------------------------------- | ------------------ | --- | ------- | ------ | ----- |
| 1980/81                                         | Bundesliga         | 12  | 375:380 | 19:33  | VF    |
| 1981/82                                         | 2. Bundesliga Nord | 01  | 441:368 | 36:80  | AF    |
| 1982/83                                         | Bundesliga         | 07  | 434:445 | 22:26  | 1R    |
| 1983/84                                         | Bundesliga         | 08  | 459:466 | 25:27  | 1R    |
| 1984/85                                         | Bundesliga         | 08  | 488:501 | 23:29  | AF    |
| 1985/86                                         | Bundesliga         | 13  | 515:608 | 14:38  | 2R    |
| 1986/87                                         | 2. Bundesliga Nord | 03  | 565:548 | 33:19  | 1R    |
| 1987/88                                         | 2. Bundesliga Nord | 03  | 587:529 | 34:18  | 2R    |
| 1988/89                                         | 2. Bundesliga Nord | 04  | 486:468 | 30:22  | AF    |
| 1989/90                                         | 2. Bundesliga Nord | 10  | 515:504 | 25:27  | 1R    |
| 1990/91                                         | 2. Bundesliga Nord | 05  | 544:510 | 32:20  | 2R    |
| 1991/92                                         | 2. Bundesliga Nord | 03  | 655:479 | 45:70  | 2R    |
| 1992/93                                         | 2. Bundesliga Nord | 03  | 568:467 | 35:17  | 3R    |
| 1993/94                                         | 2. Bundesliga Nord | 02  | 837:697 | 53:15  | 2R    |
| 1994/95                                         | 2. Bundesliga Nord | 01  | 920:720 | 60:80  | 3R    |
| grün unterlegt: Aufstieg rot unterlegt: Abstieg |                    |     |         |        |       |

Erstmals musste GWD nach der Saison 1980/81 in die 2. Bundesliga absteigen. Doch bereits ein Jahr später war GWD wieder Erstligist. Ein erneuter Abstieg fand in der Saison 1985/86 statt. Nach neun Jahren gelang GWD Minden in der Saison 1994/95 dann der Wiederaufstieg in die 1. Bundesliga.
Am 2. November 1985 gab es einen erneuten Namenswechsel zu TSV GWD Minden, da man sich dadurch ein größeres Interesse der Sponsoren erhoffte.

#### 1995 bis 2002 – Große Investitionen, Fast-Insolvenz und Enttäuschungen
| Saison  | Liga       | Pl. | Tore    | Punkte | Pokal |
| ------- | ---------- | --- | ------- | ------ | ----- |
| 1995/96 | Bundesliga | 14  | 688:735 | 22:38  | AF    |
| 1996/97 | Bundesliga | 11  | 776:810 | 25:35  | 3R    |
| 1997/98 | Bundesliga | 10  | 705:703 | 25:31  | 3R    |
| 1998/99 | Bundesliga | 10  | 706:725 | 27:33  | 3R    |
| 1999/00 | Bundesliga | 07  | 872:818 | 42:26  | HF    |
| 2000/01 | Bundesliga | 09  | 979:969 | 40:36  | HF    |
| 2001/02 | Bundesliga | 09  | 935:945 | 36:32  | VF    |

Das erste Jahr nach dem Wiederaufstieg unter dem neuen Trainer Jürgen Kloth verlief weitgehend ruhig. Mit einem guten Saisonstart und Siegen gegen die drei Top-Teams der Liga (zu Hause gegen den THW Kiel und den TBV Lemgo, auswärts bei der SG Flensburg-Handewitt) legte man früh den Grundstein für den Klassenerhalt. Dass die beiden Absteiger HSV Düsseldorf und VfL Bad Schwartau heißen würden, zeichnete sich bereits in der Hinrunde ab. GWD konnte früh für ein weiteres Jahr in der Bundesliga planen und Transferaktivitäten anschieben.

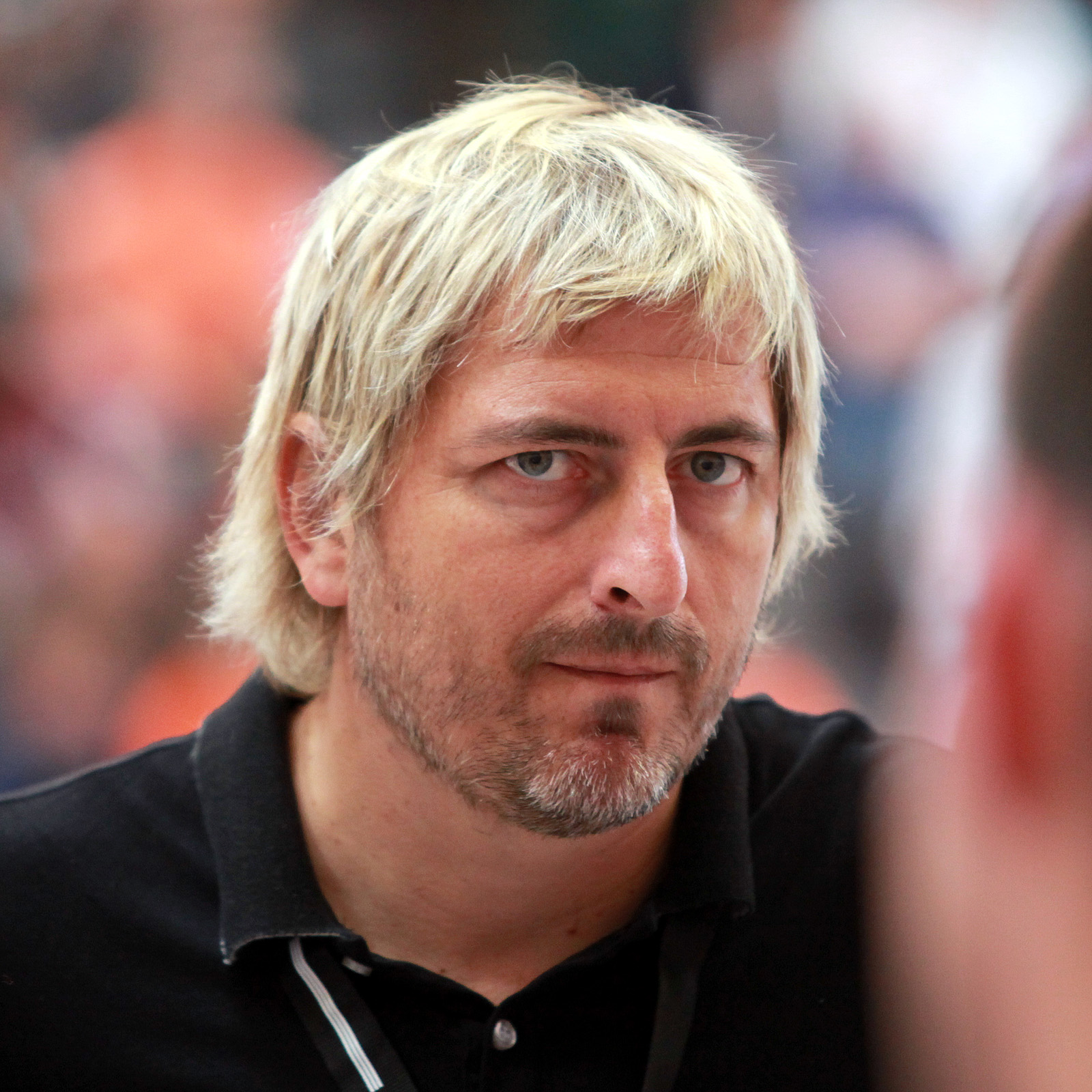
Vlado Šola

Im Dezember 1995 fällte der Europäische Gerichtshof (EuGH) das sogenannte Bosman-Urteil, das die Welt des Profisports über Nacht verändern sollte. Die Ausländerbeschränkung in Vereinen für Spieler aus der EU entfiel und legte den Grundstein dafür, dass fortan die besten Handballspieler der Welt in Deutschland spielten. Die deutschen Bundesliga-Vereine einigten sich darauf, die Saison 1995/96 trotzdem mit nur jeweils einem ausländischen Spieler zu beenden. Doch GWD Minden setzte sich über diese Vereinbarung hinweg und nahm unmittelbar den kroatischen Torwart Vlado Šola unter Vertrag. Somit wurde Šola zum ersten Handballer überhaupt, der vom Bosman-Urteil profitierte. Während vor allem viele Spitzenvereine auch in der Folgesaison zögerlich mit der Neuregelung umgingen, weil sie entweder ihre Gehaltsstruktur nicht gefährden wollten oder keinen Bedarf sahen, ging das Management von Minden um Günter Horn und Hans Moog erneut in die Offensive und verpflichtete reihenweise ausländische Top-Spieler wie Johan Petersson, Sigurður Bjarnason, Tomislav Farkaš und Stéphane Stoecklin. Als neuen Trainer präsentierten sie zudem den Polen Zenon Łakomy.
In der Saison 1996/97 verfügte aus der Stamm-Sieben somit nur Kreisläufer Andreas Bock über einen deutschen Pass. Diese Tatsache stieß beim Rest der Liga zunächst auf Ablehnung und schnell machte eine neue Assoziation des Kürzels GWD (Ganz wenig Deutsche) die Runde. Durch die Stars erhoffte man sich mit sportlichem Erfolg den finanziellen Aufwand decken zu können. Der sportliche Erfolg blieb aus. Am Ende der Saison geriet man sogar noch in leichte Abstiegsgefahr.
GWD ließ lediglich zweimal wirklich aufhorchen. Zum einen beim Auswärtsspiel in der Kieler Ostseehalle, als man kurz vor der Pause bereits mit acht Toren führte, am Ende aber dennoch verlor. Zum anderen beim Auswärtsspiel in der altehrwürdigen Magdeburger Hermann-Gieseler-Halle, als man dem SC Magdeburg mit 23:32 die bis dato höchste Heimniederlage der Vereinsgeschichte zufügte.

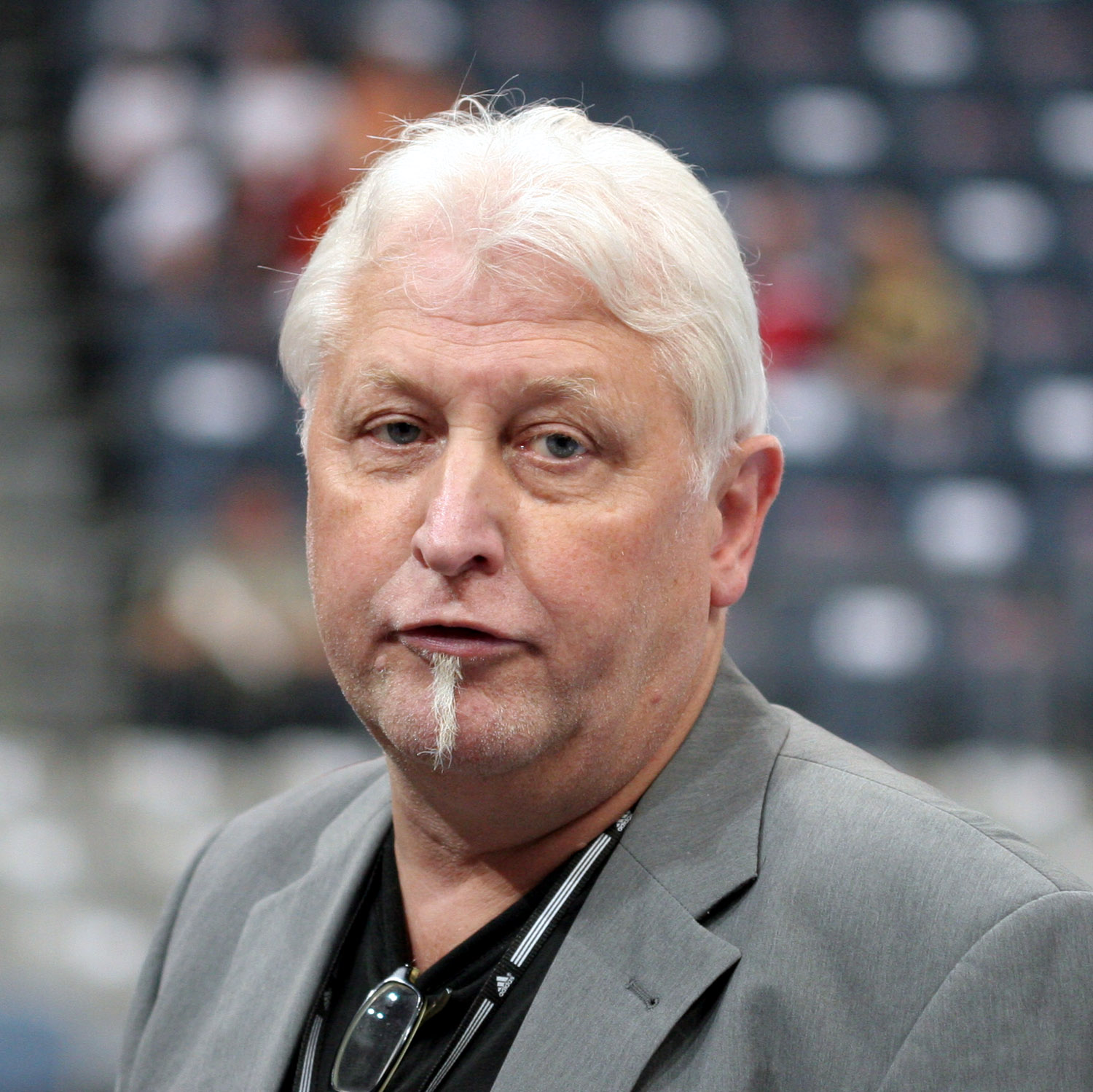
Horst Bredemeier

Die Schulden wuchsen auf ca. 2,8 Millionen D-Mark an. Manager Moog verstrickte sich neben dem finanziellen Desaster außerdem in einen Machtkampf mit Torwart und Publikumsliebling Chrischa Hannawald, an dessen Ende Hannawalds Wechsel zur HSG LTV/WSV Wuppertal stand. Das Duo Moog/Horn wurde durch Horst Bredemeier als Manager und Jürgen Riechmann als Geschäftsführer ersetzt. GWD stand kurz vor der Insolvenz und wurde durch Bürgschaften gerettet. Ein langjähriges Entschuldungskonzept wurde in die Wege geleitet.
Stéphane Stoecklin wurde in seiner Zeit in Minden zum Welthandballer 1997 gewählt und Torschützenkönig der Bundesliga in der Saison 1997/98. Danach nahm er ein lukratives Angebot von Honda Suzuka aus Japan an.
Trotz der finanziellen Probleme gelang es Bredemeier weiterhin eine nominell schlagkräftige Mannschaft auf die Beine zu stellen und renommierte Spieler wie Magnus Andersson, Aaron Ziercke, Martin Frändesjö, Alexander Tutschkin und nicht zuletzt den zweifachen Welthandballer Talant Dujshebaev ausgerechnet vom Kreisrivalen TuS Nettelstedt zu verpflichten. Der Verein zählte zu dieser Zeit unter Experten immer wieder zu den Geheimfavoriten auf den Meistertitel. Doch mehr als ein Platz im oberen Mittelfeld wurde nie erreicht und die Europapokalplätze reihenweise verpasst.
Dies lag auch daran, dass es weiterhin Skandale und großes Verletzungspech gab. Tutschkin war in einen Autounfall unter Alkoholeinfluss verwickelt, überlebte schwer verletzt und fiel fast ein halbes Jahr aus. Dujshebaev wurde wegen des Verdachts der Steuerhinterziehung für einen Tag in Untersuchungshaft genommen. Auch er fiel zuvor bereits mehrere Monate mit einer Fußverletzung aus.
Einzige Erfolgserlebnisse waren zwei Teilnahmen am DHB-Pokal-Final Four in der Alsterdorfer Sporthalle in Hamburg in den Jahren 2000 und 2001. Beide Male scheiterte GWD jedoch im Halbfinale. Besonders enttäuschend war hierbei das Jahr 2001, da es ausnahmsweise keine namhaften Mannschaften in die Halbfinalspiele geschafft hatten und Minden als Favorit ins Spiel gegen die HSG D/M Wetzlar ging, jedoch mit einem 10:17 bereits zur Halbzeit hoch zurücklag. Die Aufholjagd im zweiten Durchgang war nicht mehr von Erfolg gekrönt und man unterlag knapp mit 27:28.

#### 2002 bis 2009 – Steter Abstiegskampf, Intermezzo in Hannover, „Wunder von Flensburg“ und Entschuldung
| Saison  | Liga       | Pl. | Tore      | Punkte | Pokal |
| ------- | ---------- | --- | --------- | ------ | ----- |
| 2002/03 | Bundesliga | 12  | 0930:9840 | 26:42  | 2R    |
| 2003/04 | Bundesliga | 13  | 0897:1016 | 23:45  | 2R    |
| 2004/05 | Bundesliga | 16  | 0931:1016 | 18:50  | 3R    |
| 2005/06 | Bundesliga | 13  | 0931:1001 | 21:47  | 3R    |
| 2006/07 | Bundesliga | 14  | 0864:9940 | 18:50  | 2R    |
| 2007/08 | Bundesliga | 15  | 0893:1009 | 18:50  | 2R    |
| 2008/09 | Bundesliga | 13  | 0914:1017 | 25:43  | VF    |

Nach Problemen mit der Zusammenstellung des Etats für die Saison 2004/05 einigte man sich mit den Betreibern der TUI Arena in Hannover (damals noch Preussag-Arena), dass GWD Minden knapp die Hälfte seiner Bundesligaspiele von der heimischen Kampa-Halle in Minden nach Hannover verlegt. Im Gegenzug finanzierte die TUI Arena einen Großteil des Etats. Bereits in der Vorsaison hatten die Mindener ihre Topspiele in Hannover ausgetragen.
Die Bundesliga-Mannschaft des TSV GWD Minden wurde offiziell in GWD Minden-Hannover umbenannt. Alle anderen Mannschaften GWDs spielten jedoch weiterhin als TSV GWD Minden. Die Spiele von GWD Minden-Hannover stießen jedoch zumeist auf geringes Interesse des hannoverschen Publikums.
Im September 2005 kam es zu Streitigkeiten zwischen der Geschäftsführung von GWD Minden-Hannover und dem Eigner der TUI Arena, Günter Papenburg. Papenburg stellte die Zahlungen an GWD Minden-Hannover ein. Er warf den Mindenern vor, sein Geld nicht für eine konkurrenzfähige Mannschaft zu verwenden. Daraufhin kündigte GWD den Vertrag mit der Arena und bestreitet nun wieder alle Spiele in Minden. Außerdem wurde der Namenszusatz „Hannover“ gestrichen, so dass die Profimannschaft nun wieder GWD Minden heißt, während das TSV nur im Namen des Stammvereins zu finden ist.
| Pl. | Verein             | Sp. | S  | U  | N  | Tore      | Diff. | Pkt.  |
| --- | ------------------ | --- | -- | -- | -- | --------- | ----- | ----- |
| 15. | TUSEM Essen        | 33  | 07 | 03 | 23 | 0896:1022 | −126  | 17:49 |
| 16. | GWD Minden         | 33  | 07 | 02 | 24 | 0864:9810 | −117  | 16:50 |
| 17. | TuS N-Lübbecke     | 33  | 07 | 02 | 24 | 0844:9930 | −149  | 16:50 |
| 18. | Wilhelmshavener HV | 33  | 04 | 06 | 23 | 0836:1010 | −174  | 14:52 |

| Pl. | Verein             | Sp. | S  | U  | N  | Tore      | Diff. | Pkt.  |
| --- | ------------------ | --- | -- | -- | -- | --------- | ----- | ----- |
| 15. | GWD Minden         | 34  | 08 | 02 | 24 | 0893:1009 | −116  | 18:50 |
| 16. | TUSEM Essen        | 34  | 07 | 04 | 23 | 0931:1057 | −126  | 18:50 |
| 17. | TuS N-Lübbecke     | 34  | 08 | 02 | 24 | 0874:1019 | −145  | 18:50 |
| 18. | Wilhelmshavener HV | 34  | 04 | 06 | 24 | 0866:1047 | −181  | 14:54 |

Einen Höhepunkt der Jahre, in denen GWD jede Saison um den Klassenerhalt kämpfte, stellte das wohl dramatischste Finale im Abstiegskampf der Bundesliga-Geschichte (neben der Saison 2018/19) in der Saison 2007/08 dar. Am vorletzten Spieltag unterlag man im Derby dem TuS N-Lübbecke vor heimischer Kulisse. Zwar stand man damit noch immer auf dem Relegationsplatz, doch während es für GWD am letzten Spieltag zum haushohen Favoriten und bereits feststehenden Vizemeister SG Flensburg-Handewitt ging, hatten die direkten Konkurrenten TUSEM Essen (gegen MT Melsungen) und Lübbecke (gegen die Füchse Berlin) Heimspiele gegen Mannschaften aus dem Mittelfeld der Tabelle zu bewältigen. Somit war auch den Mindenern klar, dass wohl nur ein Sieg in Flensburg zum Erreichen der Relegation reichen würde. Dies schien aufgrund des bisherigen Saisonverlaufs in Kombination mit einer extremen Mindener Auswärtsschwäche (1:31 Punkte) nahezu unmöglich.
Doch an diesem letzten Spieltag schien zunächst alles für GWD zu laufen. Man ging schnell in Führung und baute diese sogar aus, sodass zur Halbzeit sogar der direkte Klassenerhalt möglich schien. Lübbecke lag zeitgleich im Hintertreffen, in Essen stand es unentschieden. Doch im zweiten Durchgang schmolz der Mindener Vorsprung und auch in den anderen Hallen wurde es immer enger. Wenige Minuten vor Schluss war der Spielstand in allen drei relevanten Spielen knapp oder remis. Jeder Treffer brachte nun eine vollkommen neue Tabellenkonstellation mit sich. Lübbecke schaffte letztendlich den Sieg, Essen erreichte ein Unentschieden. Damit war klar, dass Minden nur ein Sieg hilft. Beim Stand von 28:29 für GWD hatte Flensburg dann neun Sekunden vor dem Ende die große Gelegenheit zum Ausgleich. Thomas Mogensen war frei durch, doch Torwart Malik Beširević hielt seinen Wurf und lenkte den Ball mit der Hacke ins Toraus. Als dann auch noch die Nachricht vom Essener Unentschieden gegen Melsungen bekannt wurde, war tatsächlich sogar der direkte Klassenerhalt geschafft. Minden, Essen und Lübbecke waren am Saisonende punktgleich. Nur das Torverhältnis entschied über Klassenerhalt (Minden), Relegation (Essen) und Abstieg (Lübbecke).
Zur Rückkehr der Mannschaft am späten Abend organisierten die Fans eine spontane Feier und man sprach ab diesem Zeitpunkt nur noch vom „Wunder von Flensburg“.
Der Rest der Liga – allen voran der TuS N-Lübbecke und TUSEM Essen als Leidtragende – sprachen teilweise sogar recht deutlich von Betrug oder zumindest von Wettbewerbsverzerrung durch die Flensburger. Auch im Internet löste das Ergebnis aus Flensburg kontroverse Diskussionen aus, die selbst Monate danach nicht verstummten.
Die folgende Saison 2008/09 wurde die beste unter Trainer Richard Ratka. Der Klassenerhalt wurde sicher erreicht.

#### 2009 bis heute – „Fahrstuhlmannschaft“ und 90-jähriges Bestehen
| Saison                                                                                             | Liga               | Pl. | Tore      | Punkte | Pokal |
| -------------------------------------------------------------------------------------------------- | ------------------ | --- | --------- | ------ | ----- |
| 2009/10                                                                                            | Bundesliga         | 18  | 0847:1004 | 10:58  | 3R    |
| 2010/11                                                                                            | 2. Bundesliga Nord | 02  | 1009:8860 | 50:14  | 1R    |
| 2011/12                                                                                            | 2. Bundesliga      | 01  | 1196:1029 | 57:19  | 2R    |
| 2012/13                                                                                            | Bundesliga         | 14  | 0880:1009 | 18:50  | VF    |
| 2013/14                                                                                            | Bundesliga         | 14  | 0905:9760 | 24:44  | 2R    |
| 2014/15                                                                                            | Bundesliga         | 16  | 0950:1003 | 25:47  | AF    |
| 2015/16                                                                                            | 2. Bundesliga      | 02  | 1136:9980 | 66:14  | VF    |
| 2016/17                                                                                            | Bundesliga         | 12  | 0843:9480 | 24:44  | AF    |
| 2017/18                                                                                            | Bundesliga         | 12  | 0896:9680 | 26:42  | 1R    |
| 2018/19                                                                                            | Bundesliga         | 14  | 0935:9600 | 26:42  | AF    |
| 2019/20 Abbr                                                                                       | Bundesliga         | 15  | 0690:7200 | 18:34  | 1R    |
| 2020/21                                                                                            | Bundesliga         | 16  | 0989:1051 | 28:48  | X     |
| 2021/22                                                                                            | Bundesliga         | 16  | 0857:9500 | 18:50  | VF    |
| 2022/23                                                                                            | Bundesliga         | 17  | 0932:1093 | 13:55  | 2R    |
| 2023/24                                                                                            | 2. Bundesliga      | 15  | 0982:1005 | 27:41  | 2R    |
| 2024/25                                                                                            | 2. Bundesliga      | 02  | 1063:1001 | 47:21  |       |
| grün unterlegt: Aufstieg rot unterlegt: Abstieg Abbr Saison-Abbruch aufgrund der COVID-19-Pandemie |                    |     |           |        |       |

In der Saison 2009/10 stieg GWD als Tabellenletzter in die 2. Bundesliga ab. Trainer Ratka wurde nach nur einem Sieg im Februar entlassen und durch den Schweden Ulf Schefvert ersetzt. Doch auch unter seiner Führung gelang der Mannschaft lediglich ein weiterer Sieg.
Nach dem Abstieg galt Minden in der Saison 2010/11 als klarer Favorit auf den Aufstieg. Doch es gelang lediglich die Vizemeisterschaft in der Nordstaffel der 2. Handball-Bundesliga. In der anschließenden Relegation um den Aufstieg scheiterte man am Vizemeister der Südstaffel TV Hüttenberg. Ein Jahr später wurde man in der ersten Saison der eingleisigen 2. Bundesliga Meister 2012 und stieg wieder in die 1. Liga auf.
Nach durchaus gelungenem Start in der Hinrunde der Bundesliga-Saison 2012/13, verschlechterten vor allem zwei Auswärtsniederlagen bei den direkten Konkurrenten TV Neuhausen und TUSEM Essen die Mindener Position im Abstiegskampf. Im März sah sich die Vereinsführung gezwungen, Trainer Schefvert seines Amtes zu entheben und präsentierte Sead Hasanefendić als seinen Nachfolger. Unter ihm wurden die nötigen Punkte zum Klassenerhalt geholt. GWD Minden machte Hasanefendić ein Angebot zur Fortführung der Zusammenarbeit. Er lehnte jedoch ab und übernahm die tunesische Nationalmannschaft.
Als neuer GWD-Trainer wurde für die Saison 2013/14 der Kroate Goran Perkovac präsentiert, der für dieses Engagement seinen Vertrag bei der Schweizer Nationalmannschaft auflöste. Minden schaffte erneut den Klassenerhalt, auch weil man sich nicht mehr nur auf seine Heimstärke verlassen musste. Am 1. März endete mit einem 24:20-Sieg beim Bergischen HC eine fast fünfjährige und 46 Spiele andauernde Durststrecke in Bundesliga-Auswärtsspielen.
Zum 90-jährigen Bestehen des Vereins folgte der FC Barcelona einer Einladung von GWD Minden und trat am 19. August 2014 zu einem Freundschafts- und Benefizspiel zugunsten der José Carreras Leukämie-Stiftung in der Kampa-Halle an. Minden führte lange und zwischenzeitlich mit sieben Toren Vorsprung. Am Ende setzte sich jedoch Barcelona mit 31:30 (14:19) durch. Im Februar 2015 wurde Trainer Goran Perkovac nach dem Abrutschen auf den 18. Tabellenplatz entlassen und durch Frank Carstens ersetzt. Kurz zuvor waren bereits Spekulationen darüber entbrannt, dass der Wechsel zur neuen Saison bereits festgestanden haben soll. Doch auch mit Carstens konnten die benötigten Punkte zum Klassenerhalt nicht mehr eingefahren werden und GWD musste zum insgesamt vierten Mal aus der Bundesliga absteigen. Hauptursache hierfür waren die extremen Leistungsschwankungen während der Saison. Hohen Siegen gegen favorisierte Gegner wie die Füchse Berlin, den HSV Hamburg oder den SC Magdeburg folgten teils folgenreiche Niederlagen gegen direkte Konkurrenten wie den TBV Lemgo, die HBW Balingen-Weilstetten, den Bergischen HC oder die SG BBM Bietigheim. Am Abstieg änderte auch ein Antrag auf Erlass einer einstweiligen Verfügung zur vorläufigen Zulassung für den Spielbetrieb der Handball-Bundesliga vor dem Landgericht Dortmund nichts mehr. GWD wehrte sich gegen die Wertung als Absteiger. Der Antrag wurde am 25. Juni zurückgewiesen. Am 30. Juni gab GWD Minden bekannt, dass man keine weiteren Rechtsmittel einlegen werde.
Die 2. Bundesliga startete in der Saison 2015/16 mit 21 Mannschaften. Jedes Team musste somit 40 Spiele absolvieren. GWD konnte bereits am viertletzten Spieltag den Aufstieg feiern. Mit vier Punkten Rückstand auf den HC Erlangen wurde der zweite Tabellenplatz belegt.
In der Saison 2016/17 konnte der Klassenerhalt als Tabellen-Zwölfter am Ende sicher erreicht werden. Am 26. März absolvierte GWD Minden als erst fünfter Verein überhaupt sein 1000. Bundesliga-Spiel. Das Heimspiel gegen den Bergischen HC konnte mit 27:22 gewonnen werden.

### Geschichte der anderen Abteilungen des Vereins
Neben der Handballabteilung als heutigem Aushängeschild des Vereins gibt es auch andere Sportabteilungen, welche die Geschichte des TSV mitprägten und auch heute noch bestehen.

#### Turnen
Der Turnsport war Beweggrund für die Gründung des Vereins im Jahr 1924 und bildete die Grundlage für die späteren Erfolge der Handballer.

#### Volleyball
Die Volleyballabteilung besteht seit dem 22. September 1975 und trat am 1. Oktober 1976 dem Westdeutschen Volleyball-Verband bei.

#### Judo
Die im September 1987 gegründete Judoabteilung ist die jüngste Sparte des Vereins. Maßgeblich an dessen Aufstieg beteiligt war Trainer Hasso Heyer, der 20 Jahre lang Judokas ausbildete. Gleich mehrfach errangen Schützlinge Heyers nationale und internationale Titel. Heute zählt die Abteilung rund 40 Mitglieder.

### Wappenhistorie

Logos des Stammvereins
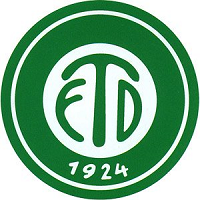
1924–1946
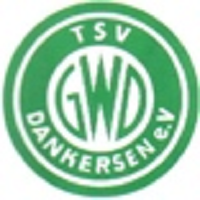
1946–1985
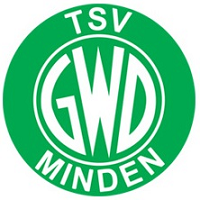
Seit 1985

Zusätzliche Logos des Handball-Bundesliga-Spielbetriebs
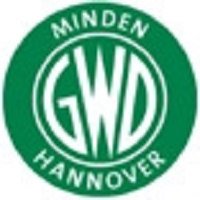
2004–2005
Seit 2005

## Erfolge und Titel
Feldhandball
- Deutscher Meister (3): 1967, 1970 und 1971
  - Deutscher Vizemeister (4): 1962, 1964, 1965 und 1969
- IHF-Europapokalsieger (3): 1968, 1969 und 1970

Hallenhandball
- Deutscher Meister (2): 1971 und 1977
  - Deutscher Vizemeister (3): 1965, 1975 und 1976
- Deutscher Pokalsieger (3): 1975, 1976 und 1979
  - Vize-EHF-Europapokalsieger der Pokalsieger (1): 1976

## Statistiken

### Bemerkenswertes und Kurioses
Stand: 28. Juni 2021
- Gründungsmitglied jeder bundesweiten Spielklasse im männlichen Bereich:
  - 1966 Hallen-Bundesliga
  - 1967 Feld-Bundesliga
  - 1977 eingleisige Bundesliga
  - 1981 2. Bundesliga
  - 2010 3. Liga (mit der 2. Mannschaft)
  - 2011 eingleisige 2. Bundesliga
  - 2011 A-Jugend-Bundesliga
- 8. Platz in der Ewigen Bundesliga-Tabelle
- 21. Platz in der Ewigen Zweitliga-Tabelle
- 2. Platz in der Ewigen Feldhandball-Bundesliga-Tabelle
- Beste Saisonbilanz aller Zeiten in der Feldhandball-Bundesliga (Saison 1969, 34 Punkte)
- Beste Auswärtsbilanz der Feldhandball-Bundesliga insgesamt (66 Punkte)
- Die meisten Tore aller Zeiten in einem Feldhandball-Bundesliga-Auswärtsspiel erzielt (am 20. Juli 1969 beim 26:21 beim TuS 05 Wellinghofen – gleichzeitig auch das torreichste Spiel aller Zeiten)
- Gemeinsam mit dem TV Großwallstadt die wenigsten Gegentore aller Zeiten in einem Feldhandball-Bundesliga-Auswärtsspiel kassiert (am 31. Mai 1970 beim 12:3 bei Eintracht Braunschweig)
- Erster DHB-Pokalsieger (Saison 1974/75)
- Einziger Verein, der an jedem ausgespielten DHB-Pokal-Wettbewerb teilnahm
- Einziger Sieger im Feldhandball-Europapokal-Wettbewerb (1968–1970)
- Erster Meister der eingleisigen zweiten Bundesliga
- Gemeinsam mit dem THW Kiel einziger Verein, der in einer Meister-Saison auch Tabellenletzter war (Saison 1970/71)
- Viertmeiste Spieljahre in der Bundesliga (42)
- Als fünfter Verein die Marke von eintausend Bundesliga-Spielen erreicht (im Heimspiel am 26. März 2017 gegen den Bergischen HC)
- 1997 wurde mit Stéphane Stoecklin ein Spieler während seiner Zeit bei GWD zum Welthandballer gewählt.
- Einmal den Bundesliga-Torschützenkönig gestellt (Stéphane Stoecklin in der Saison 1997/98)
- Erstes Bundesliga-Tor überhaupt erzielt (Herbert Lübking am 15. Oktober 1966 im Auswärtsspiel bei Polizei SV Hannover)
- Höchste Bundesliga-Heimniederlage aller Zeiten kassiert (am 1. März 2017 mit 17:41 gegen die SG Flensburg/Handewitt)
- Gemeinsam mit der MT Melsungen die meisten Gegentore aller Zeiten in einem Bundesliga-Heimspiel kassiert (am 10. März 2004 beim 25:47 gegen den THW Kiel)
- Drittlängste Serie ohne Bundesliga-Auswärtssieg in Folge nach Spielen (47 Spiele vom 24. Mai 2009 bis zum 12. Februar 2014)
- Trotz zwei Hallen-Meisterschaften reichte es nur zu zwei Tabellenführungen in der eingleisigen Hallen-Bundesliga (am 1. Spieltag der Saison 1983/84 und am 5. Spieltag der Saison 1998/99).

### Vereinsrekorde
Stand: 10. Juli 2017
- Meiste Bundesliga-Einsätze: Moritz Schäpsmeier (315)
- Meiste Bundesliga-Tore: Dmitri Kuselew (1013)
- Meiste Bundesliga-Siebenmeter-Tore: Stephan Just (215)
- Meiste Bundesliga-Feld-Tore: Dmitri Kuselew (1009)
- Höchster Bundesliga-Heimsieg: 29:7 gegen den RSV Mülheim am 5. November 1966
- Höchster Bundesliga-Auswärtssieg: 31:13 bei Eintracht Hildesheim am 4. Dezember 1968
- Höchster Feldhandball-Bundesliga-Heimsieg: 21:6 gegen den Hohner SV am 4. Juni 1969
- Höchster Feldhandball-Bundesliga-Auswärtssieg: 22:11 bei den Reinickendorfer Füchsen am 20. Juni 1970

## Spieler und Trainer

### Erste Mannschaft
Aktueller Kader der Saison 2025/26
| Nr.                     | Nation      | Name                   | Position        | Größe  | Geburtsdatum  | Alter | Geburtsort                          | seit          | Vertrag bis   | Letzter Verein                |
| ----------------------- | ----------- | ---------------------- | --------------- | ------ | ------------- | ----- | ----------------------------------- | ------------- | ------------- | ----------------------------- |
| 1                       | Deutschland | Malte Semisch          | Tor             | 2,08 m | 5. Sep. 1992  | 32    | Neustadt am Rübenberge, Deutschland | 1. Juli 2019  | 30. Juni 2027 | Füchse Berlin                 |
| 12                      | Serbien     | Tibor Ivanišević       | Tor             | 1,97 m | 16. Aug. 1990 | 35    | Mostar, Jugoslawien                 | 30. Juni 2025 | 30. Juni 2026 | Frisch Auf Göppingen          |
| 72                      | Deutschland | Keno Danzenbächer      | Tor             | 2,02 m | 7. Feb. 2004  | 21    |                                     | 1. Juli 2024  | 30. Juni 2026 | VfL Gummersbach               |
| 3                       | Danemark    | Daniel Astrup Pedersen | Kreismitte      | 1,97 m | 13. Juli 1999 | 26    |                                     | 1. Juli 2025  | 30. Juni 2027 | Olympic/Viking Helsingborg HK |
| 4                       | Deutschland | Jan Malte Diekmann     | Rechtsaußen     | 1,80 m | 15. Mai 2005  | 20    |                                     | 1. Juli 2022  | 30. Juni 2026 | TuS N-Lübbecke                |
| 5                       | Deutschland | Florian Kranzmann      | Linksaußen      | 1,92 m | 9. Sep. 2002  | 22    | Bielefeld, Deutschland              | 1. Juli 2015  | 30. Juni 2026 | SV Brackwede                  |
| 7                       | Deutschland | Lasse Franz            | Rückraum Mitte  | 1,86 m | 15. Juni 2004 | 21    | Bielefeld, Deutschland              | 2018          | 30. Juni 2026 | TSG Altenhagen-Heepen         |
| 8                       | Litauen     | Karolis Antanavičius   | Rückraum links  | 1,94 m | 6. Jan. 1998  | 27    | Utena, Litauen                      | 1. Juli 2025  | 30. Juni 2027 | Alpla HC Hard                 |
| 9                       | Danemark    | Morten Hempel Jensen   | Rückraum links  | 1,92 m | 1. Nov. 1997  | 27    | Aarhus, Dänemark                    | 1. Juli 2025  | 30. Juni 2027 | Skanderborg Aarhus Håndbold   |
| 11                      | Deutschland | Mats Korte             | Linksaußen      | 1,84 m | 28. Apr. 1997 | 28    | Minden, Deutschland                 | 2009          | 30. Juni 2026 | TSV Hahlen                    |
| 13                      | Deutschland | Ian Weber              | Rückraum Mitte  | 1,90 m | 24. Mai 2000  | 25    | Darmstadt, Deutschland              | 30. Juni 2024 | 30. Juni 2028 | TV Hüttenberg                 |
| 19                      | Tschechien  | Jakub Štěrba           | Rechtsaußen     | 1,85 m | 11. Juli 1996 | 29    | Ivančice, Tschechien                | 30. Juni 2025 | 30. Juni 2026 | ASV Hamm-Westfalen            |
| 22                      | Deutschland | Philipp Vorlicek       | Rückraum rechts | 1,93 m | 7. Mai 1995   | 30    |                                     | 1. Juli 2024  | 30. Juni 2026 | VfL Eintracht Hagen           |
| 23                      | Deutschland | Niclas Heitkamp        | Rückraum Mitte  | 1,89 m | 17. Feb. 2000 | 25    |                                     | 16. Feb. 2024 | 30. Juni 2026 | ThSV Eisenach                 |
| 27                      | Deutschland | Max Staar              | Rechtsaußen     | 1,87 m | 18. Aug. 1998 | 27    | Hagen, Deutschland                  | 4. März 2015  | 30. Juni 2027 | TV Großwallstadt              |
| 28                      | Deutschland | Tom Bergner            | Kreismitte      | 1,97 m | 4. Mai 2000   | 25    | Lüdenscheid, Deutschland            | 1. Juli 2024  | 30. Juni 2026 | Bergischer HC                 |
| 33                      | Deutschland | Michael Schulz         | Kreismitte      | 2,01 m | 8. Apr. 1996  | 29    | Minden, Deutschland                 | 1. Juli 2023  | 30. Juni 2026 | HC Elbflorenz                 |
| 39                      | Deutschland | Malte Donker           | Rückraum rechts | 1,93 m | 13. Feb. 1998 | 27    | Peine, Deutschland                  | 1. Juli 2025  | 30. Juni 2027 | ThSV Eisenach                 |
| 73                      | Deutschland | Alexander Weck         | Rückraum links  | 1,89 m | 25. Sep. 2000 | 24    |                                     | 1. Juli 2024  | 30. Juni 2026 | Bergischer HC                 |
| Stand: 7. November 2024 |             |                        |                 |        |               |       |                                     |               |               |                               |

Trainer- und Betreuerstab
| Funktion             | Nation      | Name                 | Geburtsdatum | Alter |
| -------------------- | ----------- | -------------------- | ------------ | ----- |
| Trainer              | Deutschland | Aaron Ziercke        | 1. Feb. 1972 | 53    |
| Teamkoordinatorin    | Deutschland | Alice-Sophie Kannieß |              |       |
| Physiotherapeut      | Deutschland | Philipp Roessler     | 7. Sep. 1976 | 48    |
| Physiotherapeutin    | Deutschland | Britta Wagner        | 6. Aug. 1965 | 60    |
| Arzt                 | Deutschland | Arndt Middelschulte  |              |       |
| Arzt                 | Deutschland | Jörg Pöhlmann        |              |       |
| Stand: 20. Juli 2024 |             |                      |              |       |

Transfers zur Saison 2025/26
| Zugänge             | Zugänge                | Zugänge                       |
| Nation              | Name                   | abgebender Verein             |
| ------------------- | ---------------------- | ----------------------------- |
| Deutschland         | Malte Donker           | ThSV Eisenach                 |
| Danemark            | Daniel Astrup Pedersen | Olympic/Viking Helsingborg HK |
| Litauen             | Karolis Antanavičius   | Alpla HC Hard                 |
| Serbien             | Tibor Ivanišević       | Frisch Auf Göppingen          |
| Danemark            | Morten Hempel Jensen   | Skanderborg Aarhus Håndbold   |
| Tschechien          | Jakub Štěrba           | ASV Hamm-Westfalen            |
| Stand: 7. Juli 2025 |                        |                               |

| Abgänge               | Abgänge               | Abgänge             |
| Nation                | Name                  | aufnehmender Verein |
| --------------------- | --------------------- | ------------------- |
| Serbien               | Danilo Radović        | US Créteil HB       |
| Spanien               | Carlos Asensio Cambra | Ziel unbekannt      |
| Deutschland           | Benedikt Kühn         | ASV Hamm-Westfalen  |
| Deutschland           | Lucas Grabitz         | Karriereende        |
| Schweden              | Adam Nyfjäll          | TBV Lemgo           |
| Stand: 2. August 2025 |                       |                     |

### Bekannte ehemalige Spieler
Die Auswahl beschränkt sich auf Spieler, die mindestens ein A-Länderspiel absolviert haben. Es ist die heutige Nationalität angegeben. In Klammern steht der Zeitraum, in dem der Spieler für GWD Minden in der ersten Mannschaft aktiv gespielt hat.
- Carl-Johan Andersson (2010–2012): 2 Länderspiele[34]
- Magnus Andersson (1997–1998): 310 Länderspiele[34] – 2 × Weltmeister (1990, 1999), 3 × Europameister (1994, 2000, 2002), 3 × olympische Silbermedaille (1992, 1996, 2000)
- Kristian Asmussen (2001–2003): 76 Länderspiele[35] – 2 × EM-Bronze (2002, 2006)
- Axel Axelsson (1974–1980, 4/1981–1983): 84 Länderspiele[36]
- Saša Babić (1991–1993): 20 Länderspiele für Jugoslawien
- René Bach Madsen (2009–2011): 4 Länderspiele[35]
- Ognjen Backovič (2004–2006): 118 Länderspiele[37] – Vize-Europameister 2004
- Jan de Bakker (2002–2004): 82 Länderspiele
- Tomáš Bártek (1988–1991): mind. 151 Länderspiele für die Tschechoslowakei
- Gerd Becker (1972–1981): 31 Länderspiele[38]
- Frank von Behren (1994–1/1997, 1997–2003, 1/2008–2008): 168 Länderspiele – Vize-Europameister 2002, olympische Silbermedaille 2004
- Malik Beširević (2000–2002, 2003–2009): 33 Länderspiele für die Niederlande und 2 für Bosnien und Herzegowina – niederländischer Handballer des Jahres 1999
- Mike Bezdicek (1999–10/2000, 2001–2004): 86 Länderspiele[38]
- Nenad Bilbija (2011–2018): 49 Länderspiele[37]
- Wolfgang Böhme (3/1990–4/1990): 190 Länderspiele für die DDR – Vize-Weltmeister 1974 und WM-Bronze 1978 jeweils mit der DDR
- Rüdiger Borchardt (1990–10/1991): 139 Länderspiele für die DDR und 15 für Deutschland – WM-Bronze 1986 mit der DDR, Träger des Vaterländischen Verdienstordens in Gold
- Gerhard Buddenbohm (1972–1979): 2 Länderspiele
- Bernhard Busch (1970–1979): 41 Länderspiele
- Jan-Fiete Buschmann (1998–2009): 11 Länderspiele
- Andreas Cederholm (2017–2019): 42 Länderspiele[34]
- Mirza Čehajić (2006–2/2008): 67 Länderspiele
- Espen Christensen (2017–2020): 112 Länderspiele[39] – 2 × Vize-Weltmeister (2017, 2019)
- Jovica Cvetković (1987–1988): mind. 98 Länderspiele für Jugoslawien – Weltmeister 1986 mit Jugoslawien
- Dalibor Doder (2010–2019): 146 Länderspiele[34] – olympische Silbermedaille 2012
- Wilfried Drögemeier (1967–1975): 7 Länderspiele
- Talant Dujshebaev (1998–2001): 158 Länderspiele für Spanien[40], 133 für Russland, 7 für das Vereinte Team, ? für die GUS und ? für die Sowjetunion – Weltmeister 1993 mit Russland, olympische Goldmedaille 1992 mit der Auswahl der GUS und Georgiens, 2 × Vize-Europameister (1996, 1998), EM-Bronze 2000, 2 × olympische Bronzemedaille (1996, 2000) jeweils mit Spanien, 2 × Welthandballer (1994, 1996), Vize-Welthandballer des 20. Jahrhunderts[41], Torschützenkönig der Olympischen Sommerspiele 1992
- Gerrie Eijlers (2014–2017): 91 Länderspiele
- Einar Örn Jónsson (2006–2008): 122 Länderspiele[36]
- Tomislav Farkaš (1996–1998): 95 Länderspiele – Vize-Weltmeister 1995
- Jesús Fernández Oceja (11/2002–2004): 54 Länderspiele[40] – olympische Bronzemedaille 1996
- Martin Frändesjö (1998–2000): 165 Länderspiele[34] – Weltmeister 1999, 4 × Europameister (1994, 1998, 2000, 2002), 2 × Vize-Weltmeister (1997, 2001), 2 × olympische Silbermedaille (1996, 2000)
- Helge Freiman (2016–2017): 14 Länderspiele[34]
- Fido Gast (1982–1988): 2 Länderspiele
- Peter Gerfen (1986–1992): 3 Länderspiele – Bundesliga-Torschützenkönig 1994
- Jürgen Glombek (1965–1/1970): 11 Länderspiele
- Hans-Jürgen Grund (1974–1979): 6 Länderspiele
- Magnus Gullerud (2016–2020): 138 Länderspiele[39] – 2 × Vize-Weltmeister (2017, 2019)
- Kevin Gulliksen (2018–2021): 49 Länderspiele[39] – Vize-Weltmeister 2019, EM-Bronze 2020
- Gústaf Bjarnason (2000–2003): 144 Länderspiele[36]
- Gylfi Gylfason (2008–2011): 27 Länderspiele[36]
- Michael Haaß (12/2007–2009): 120 Länderspiele – Weltmeister 2007, Träger des Silbernen Lorbeerblattes
- Chrischa Hannawald (1995–1997): 19 Länderspiele – Vize-Europameister 2002
- Frank Harting (1969–1986): 30 Länderspiele
- Carsten Haurum (1982–1983): 108 Länderspiele[35]
- Robert Hedin (1993–1998): 194 Länderspiele[34] – Europameister 1994, 2 × olympische Silbermedaille (1992, 1996), WM-Bronze 1993
- Michael Hegemann (2008–2009): 58 Länderspiele – Weltmeister 2007
- Anders Henriksson (2007–2010): 3 Länderspiele[34]
- Andreas Hertelt (1992–1995): 8 Länderspiele
- Erwin Heuer (1964–1970): 14 Länderspiele – Feldhandball-Weltmeister 1966, Träger des Silbernen Lorbeerblattes
- Manfred Horstkötter (1962–1972): 14 Länderspiele – Vize-Feldhandball-Weltmeister 1963
- Marián Huňady (2010–2011): 7 Länderspiele
- Jiří Hynek (2006–2008): 78 Länderspiele
- Ingimundur Ingimundarson (2008–2010): 123 Länderspiele[36] – olympische Silbermedaille 2008
- Magnus Jernemyr (11/2014–2017): 116 Länderspiele[34] – olympische Silbermedaille 2012
- Jón Pétur Jónsson (1979–1980): 20 Länderspiele[36]
- Stephan Just (2005–2010): 13 Länderspiele
- Martin Karcher (1970–3/1977): 8 Länderspiele
- Nikolas Katsigiannis (2009–2010): 5 Länderspiele
- Evars Klešniks (2009–2013): 100 Länderspiele
- Juri Knorr (2019–2021): 11 Länderspiele[42]
- Miladin Kozlina (2014–2017): 117 Länderspiele[37]
- Hans Kramer † (1970–1979): 34 Länderspiele
- Arnhold Kresse † (?–12/1968): 5 Länderspiele
- Yves Kunkel (2013–2015): 3 Länderspiele
- Dmitri Kuselew (1998–2007): 58 Länderspiele – olympische Goldmedaille 2000, Vize-Europameister 2000
- Nils Lehmann (1987–1989): 32 Länderspiele – EM-Bronze 1998
- Blažo Lisičić (2000–2002): 42 Länderspiele für Jugoslawien und 9 für Montenegro – 2 × WM-Bronze (1999, 2001) jeweils mit Jugoslawien
- Frank Löhr (1997–2000): 36 Länderspiele
- Herbert Lübking (1959–1970): 139 Länderspiele – Feldhandball-Weltmeister 1966, WM-Torschützenkönig 1967, Träger des Silbernen Lorbeerblattes, Träger des Bundesverdienstkreuzes, Ehrenbürger der Stadt Minden
- Jörg-Uwe Lütt (1997–2001): 18 Länderspiele
- Denis Maksimowitsch (2002–10/2003): 10 Länderspiele[43]
- Anton Månsson (2017–2019): 10 Länderspiele[34]
- Svenn Erik Medhus (2/2008–2010): 46 Länderspiele[39]
- Helmut Meisolle † (?–1974): 5 Länderspiele
- Wilfried Meyer (1969–1975): 24 Länderspiele
- Marian Michalczik (2015–2020): 26 Länderspiele
- Milomir Mijatović (1983–1985): 48 Länderspiele für Jugoslawien
- Draško Mrvaljević (10/2013–10/2014): 52 Länderspiele für Montenegro und ? für Serbien und Montenegro
- Hans-Jürgen Müller (1980–1982): 43 Länderspiele
- Bernd Munck (1/1969–1975): 116 Länderspiele – Feldhandball-Weltmeister 1966, Träger des Silbernen Lorbeerblattes
- Velibor Nenadić (1986–1987): 49 Länderspiele für Jugoslawien
- Arne Niemeyer (1998–2008, 2014–2015): 14 Länderspiele
- Rainer Niemeyer † (?–1985): 53 Länderspiele – Weltmeister 1978, Träger des Silbernen Lorbeerblattes
- Hendrik Ochel (12/1995–1996): 43 Länderspiele
- Anders Oechsler (2012–2014): 37 Länderspiele[35] – WM-Bronze 2007
- Walter von Oepen (1975–1980): 7 Länderspiele
- Fredrik Ohlander (2004–2005): 64 Länderspiele[34]
- Ólafur H. Jónsson (1975–1979): 138 Länderspiele[36]
- Marco Oneto (2014–2015): 75 Länderspiele
- Aljaksandr Padschywalau (2018–2021): 65 Länderspiele[44]
- Páll Ólafsson (1985–1986): 174 Länderspiele[36]
- Juan José Panadero (1/2004–2004): 33 Länderspiele[40]
- Patrekur Jóhannesson (2004–2005): 241 Länderspiele[36]
- Anders Persson (2010–2014): 9 Länderspiele[34]
- Klaus-Dieter Petersen (1986–1988): 340 Länderspiele – Europameister 2004, Vize-Weltmeister 2003, Vize-Europameister 2002, olympische Silbermedaille 2004
- Johan Petersson (1996–1997): 250 Länderspiele[34] – Weltmeister 1999, 2 × Europameister (2000, 2002), Vize-Weltmeister 2001, WM-Bronze 1995, 2 × olympische Silbermedaille (1996, 2000)
- Władysław Popielarski (1981–1983): 88 Länderspiele
- Barna Putics (2009–2010): 93 Länderspiele[45]
- Christoffer Rambo (11/2013–2021): 95 Länderspiele[39]
- Lars Rasmussen (2003–2005): 86 Länderspiele[35] – Europameister 2008, WM-Bronze 2007, EM-Bronze 2006
- Moritz Schäpsmeier (?–2010, 2013–2017): 2 Länderspiele
- Fritz Schillmann (1966–11/1969): 8 Länderspiele
- Wieland Schmidt (9/1992–1993): 271 Länderspiele für die DDR – olympische Goldmedaille 1980, Vize-Weltmeister 1974, 2 × WM-Bronze (1978, 1986) jeweils mit der DDR, 3 × Handballer des Jahres der DDR, Träger des Vaterländischen Verdienstordens (Gold und Silber)
- Walter Schubert (?–1984, 1993–1995): 28 Länderspiele
- Bernd Seehase (1979–1983, 1984–1988, 3/1990–1990, 11/1991–1992): 5 Länderspiele
- Sigurður Bjarnason (1996–1997): 163 Länderspiele[36]
- Snorri Guðjónsson (2005–2007): 257 Länderspiele[36] – olympische Silbermedaille 2008, EM-Bronze 2010
- Vlado Šola (12/1995–1998): 132 Länderspiele – Weltmeister 2003, olympische Goldmedaille 2004, 2 × Vize-Weltmeister (1995, 2005)
- Friedrich Spannuth (1948–1971): 2 Länderspiele
- Stéphane Stoecklin (1996–1998): 238 Länderspiele – Weltmeister 1995, Vize-Weltmeister 1993, WM-Bronze 1997, olympische Bronzemedaille 1992, Welthandballer 1997, Bundesliga-Torschützenkönig 1998
- Hans-Jürgen Sulk † (4/1968–1972): 8 Länderspiele
- Aleksandar Svitlica (2011–2018): 30 Länderspiele für Montenegro
- Rüdiger Traub (1995–2000): 16 Länderspiele für die DDR
- Alexander Tutschkin (1998–2000): 160 Länderspiele für die Sowjetunion, 92 für Russland und 10 für Belarus[43] – 2 × olympische Goldmedaille (1988 mit der Sowjetunion, 2000 mit Russland), 2 × Vize-Weltmeister (1990 mit der Sowjetunion, 1999 mit Russland), Vize-Europameister 2000 und olympische Bronzemedaille 2004 jeweils mit Russland, WM-Torschützenkönig 1990
- Vignir Svavarsson (2012–2014): 232 Länderspiele[36] – EM-Bronze 2010
- Jens Vortmann (2011–2015): 6 Länderspiele
- Ivan Vukas (2004–2006): 31 Länderspiele
- Dieter Waltke (1975–1979): 76 Länderspiele – Weltmeister 1978, Träger des Silbernen Lorbeerblattes
- Otto Weng (?–1974): 10 Länderspiele
- Henning Wiechers (1998–2000): 18 Länderspiele – EM-Bronze 1998
- Damian Wleklak (2009–2010): 162 Länderspiele – Vize-Weltmeister 2007
- Hajo Wulff (1993–1995): 2 Länderspiele
- Aaron Ziercke (1998–2004): 24 Länderspiele – EM-Bronze 1998
- Luka Žvižej (9/2017–2019): 217 Länderspiele[37] – Vize-Europameister 2004

### Trainer
(seit 1947)
- Walter Hein (1947–1953)
- Erich Klose (1953–1959, 1961–4/1966)
- Karl-Heinz Nickel † (1959–1961)
- Gerd Enders † (4/1966–12/1968)
- Arnhold Kresse † (1/1969–4/1970)
- Gerhard Steinhöfer (4/1970–1970)
- Friedrich Spannuth (1970–1975, 1977–5/1978, 1987–5/1988)
- Hans-Jürgen Sulk † (1975–1976)
- Vitomir Arsenijević (1976–1977, 1982–1985)
- Vinko Dekaris (8/1978–4/1979)
- Horst Bredemeier (4/1979–1982)
- Milorad Reljić (1985–10/1985)
- Günter Meyer (10/1985–1987)
- Heinz Brockmeier (5/1988–10/1989)
- Wolfgang Böhme (10/1989–3/1991)
- Günter Gieseking (3/1991–1991, 1/1999–2/1999)
- Dietmar Molthahn (1991–4/1992, 2/1995–5/1995, 3/1997–5/1997)
- Milomir Mijatović † (6/1992–3/1995)
- Jürgen Kloth (6/1995–1996)
- Zenon Łakomy † (5/1996–2/1997)
- Michael Biegler (5/1997–1/1999)
- Alexander Rymanow (2/1999–3/2003)
- Rainer Niemeyer † (3/2003–10/2004)
- Velimir Kljaić † (10/2004–2005)
- Richard Ratka (2005–2/2010)
- Frank von Behren (2/2010) für ein Spiel
- Ulf Schefvert (2/2010–3/2013)
- Sead Hasanefendić (3/2013–2013)
- Goran Perkovac (2013–2/2015)
- Frank Carstens (2/2015–6/2023)
- Aðalsteinn Eyjólfsson (7/2023–1/2024)
- Aaron Ziercke (seit 1/2024)

### Mannschaftskapitäne
(seit 1964)
- Arnhold Kresse † (–1964)
- Friedrich Spannuth (1964–1966)
- Herbert Lübking (1966–1970)
- Manfred Horstkötter (1970–1972)
- Wilfried Drögemeier (1972–1975)
- Hans Kramer † (1975–1979)
- Rainer Niemeyer † (1979–1984)
- Wilhelm Südmeier (1984–5/1986)
- Fido Gast (5/1986–1988)
- Detlef Meyer (1988–1990)
- Gerd Amann (1990–1991)
- Rüdiger Borchardt (1991–10/1991)
- Herbert Pohl (10/1991–1992)
- Frank Schoppe (1992–1994)
- Walter Schubert (1994–1995)
- Robert Hedin (1995–1998)
- Frank Löhr (1998–2000)
- Jörg-Uwe Lütt (2000–11/2000)
- Frank von Behren (11/2000–2003)
- Aaron Ziercke (2003–2004)
- Patrekur Jóhannesson (2004–2005)
- Arne Niemeyer (2005–2008)
- Jan-Fiete Buschmann (2008–2009)
- Moritz Schäpsmeier (2009–2010, 2015–2017)
- Aljoscha Schmidt (2010–2011)
- Evars Klešniks (2011–2013)
- Anders Oechsler (2013–2014)
- Jens Vortmann (2014–2015)
- Dalibor Doder (2017–2019)
- Marian Michalczik (2019–2020)[46]
- Miljan Pušica (2020–2021)
- Niclas Pieczkowski (2021–2023)
- Malte Semisch (seit 2023)

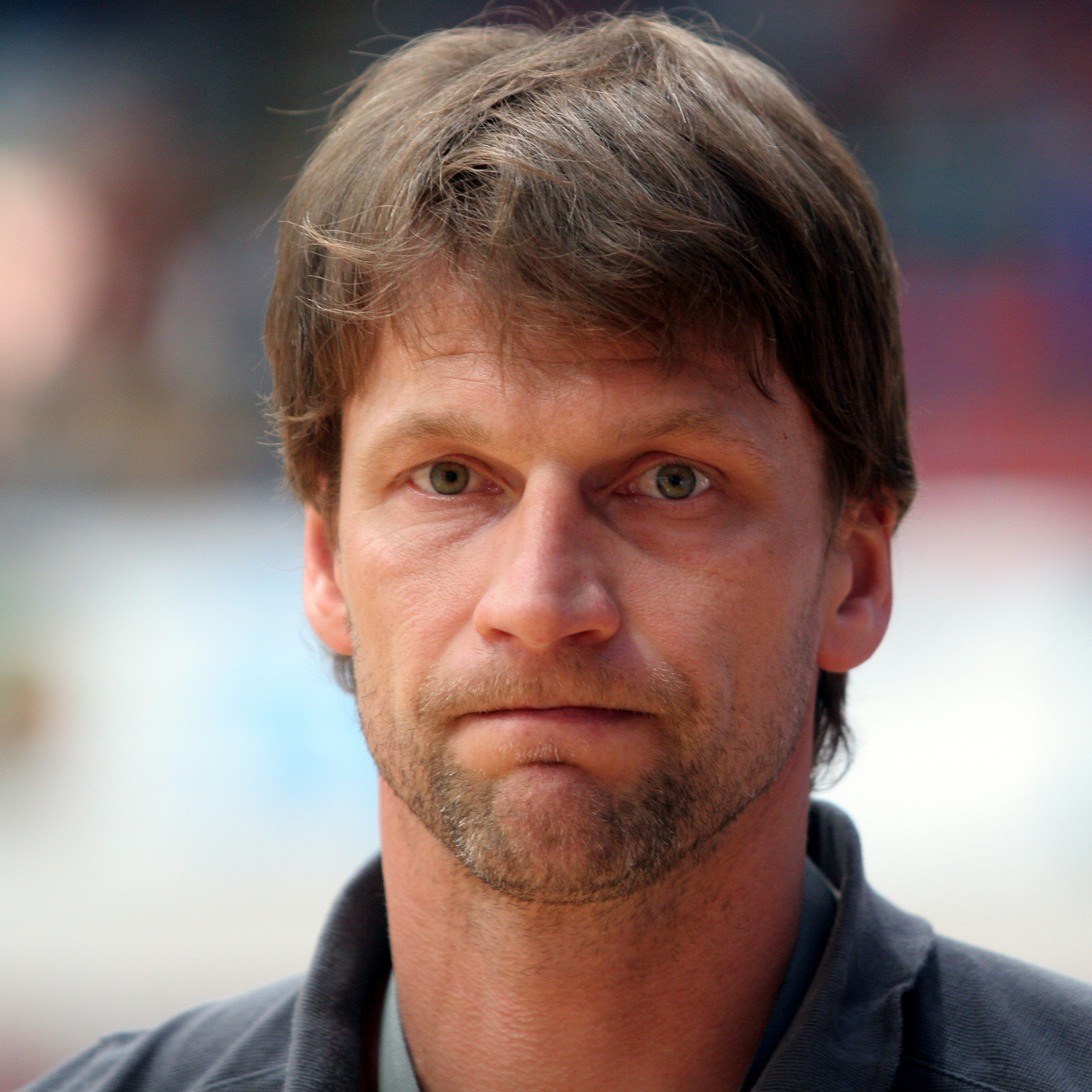
Robert Hedin
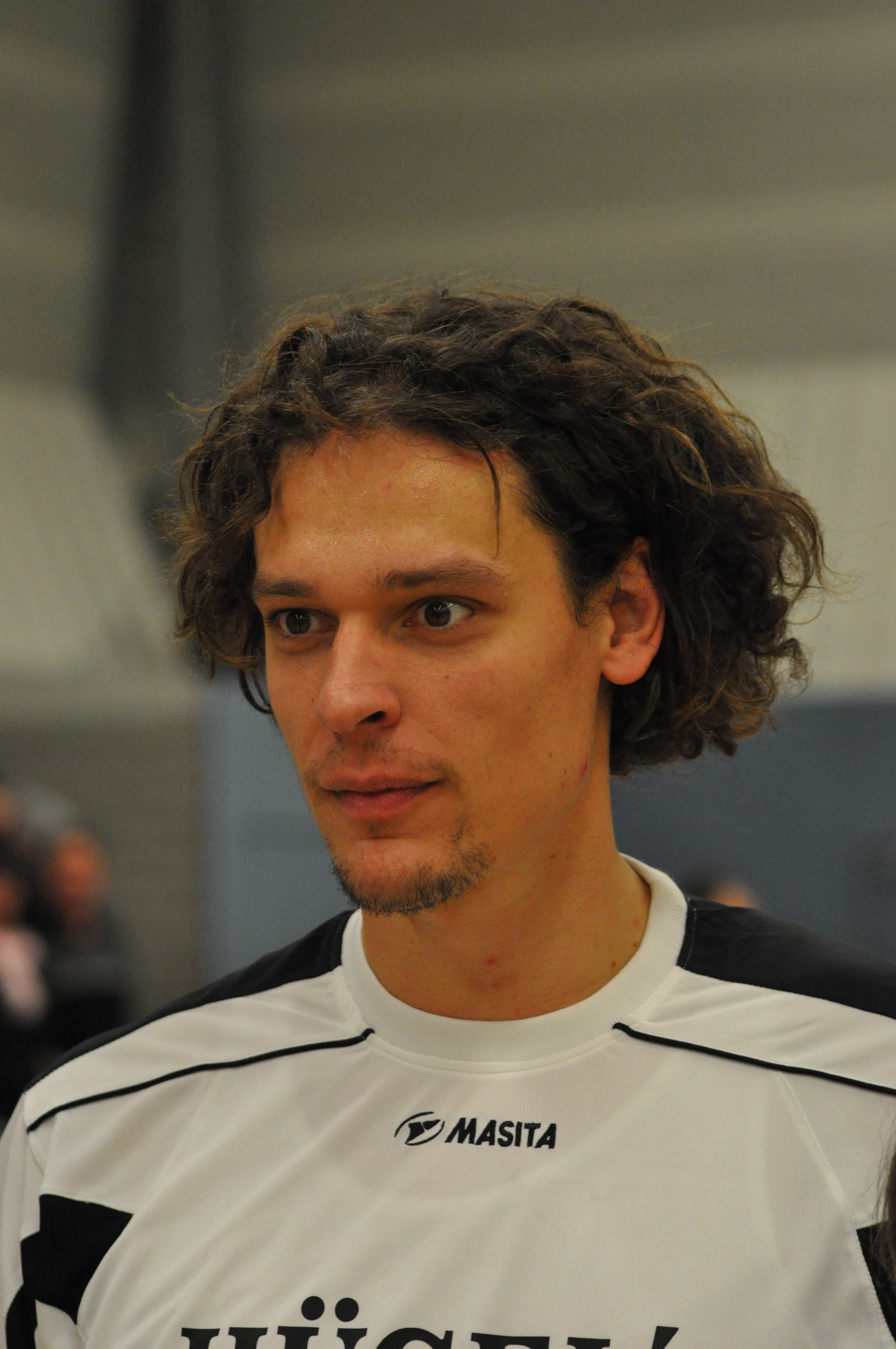
Frank von Behren
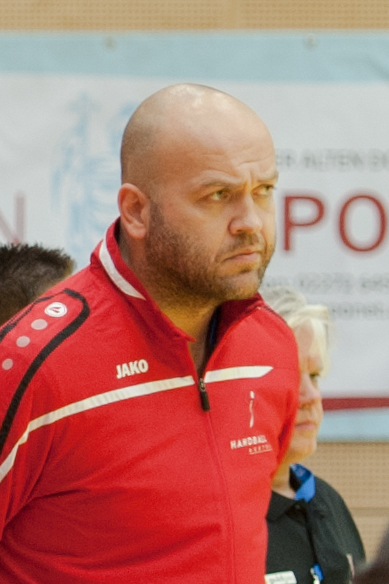
Patrekur Jóhannesson
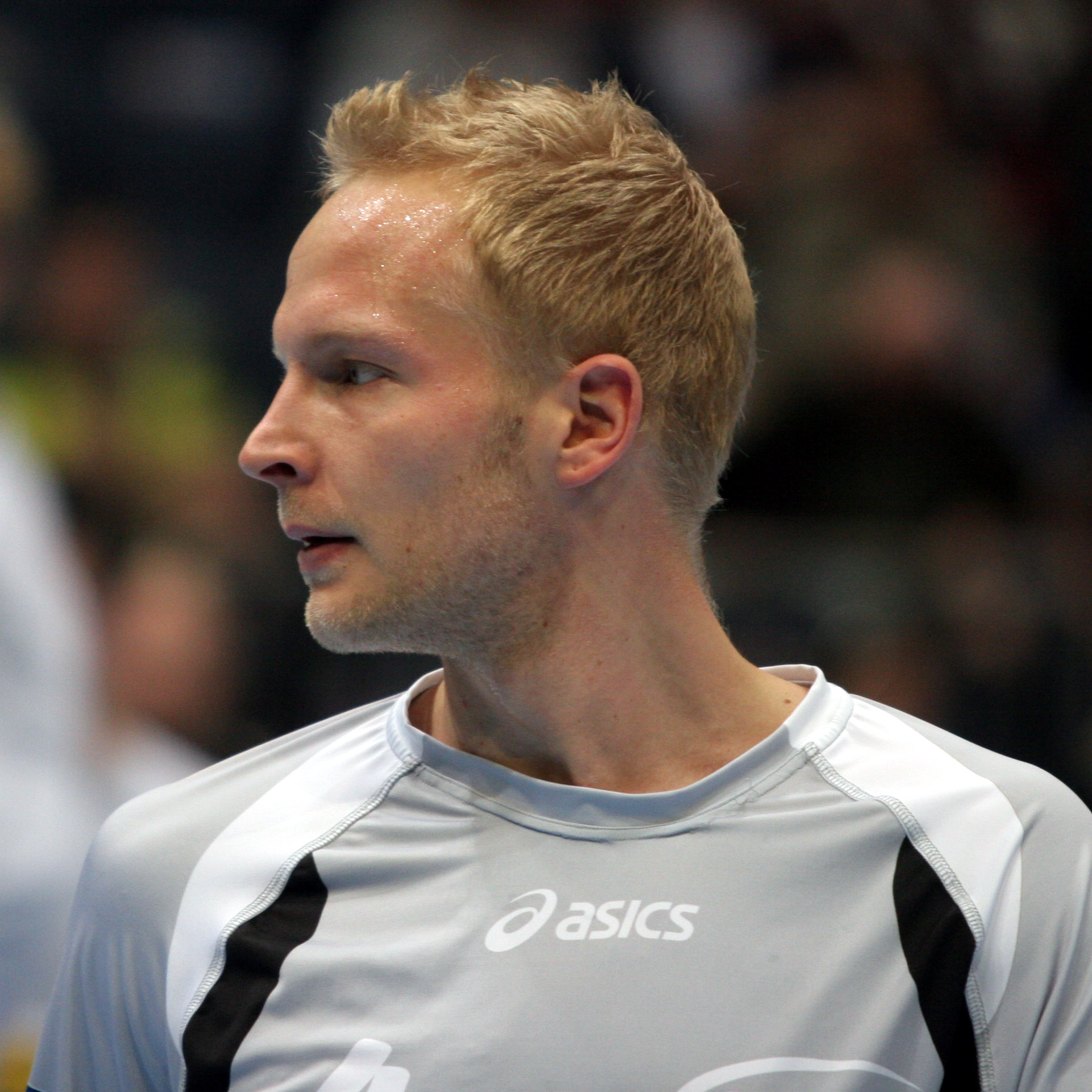
Arne Niemeyer
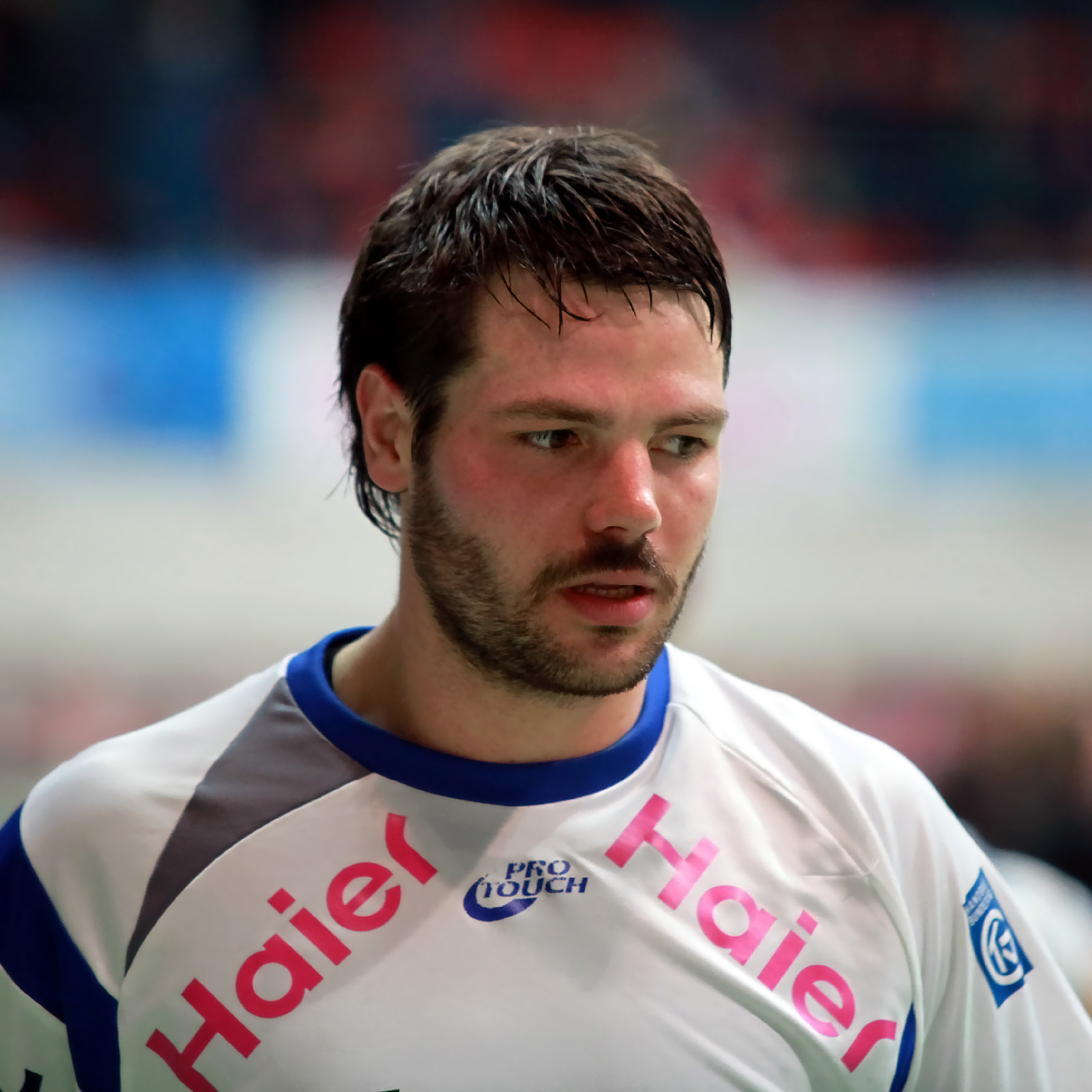
Moritz Schäpsmeier
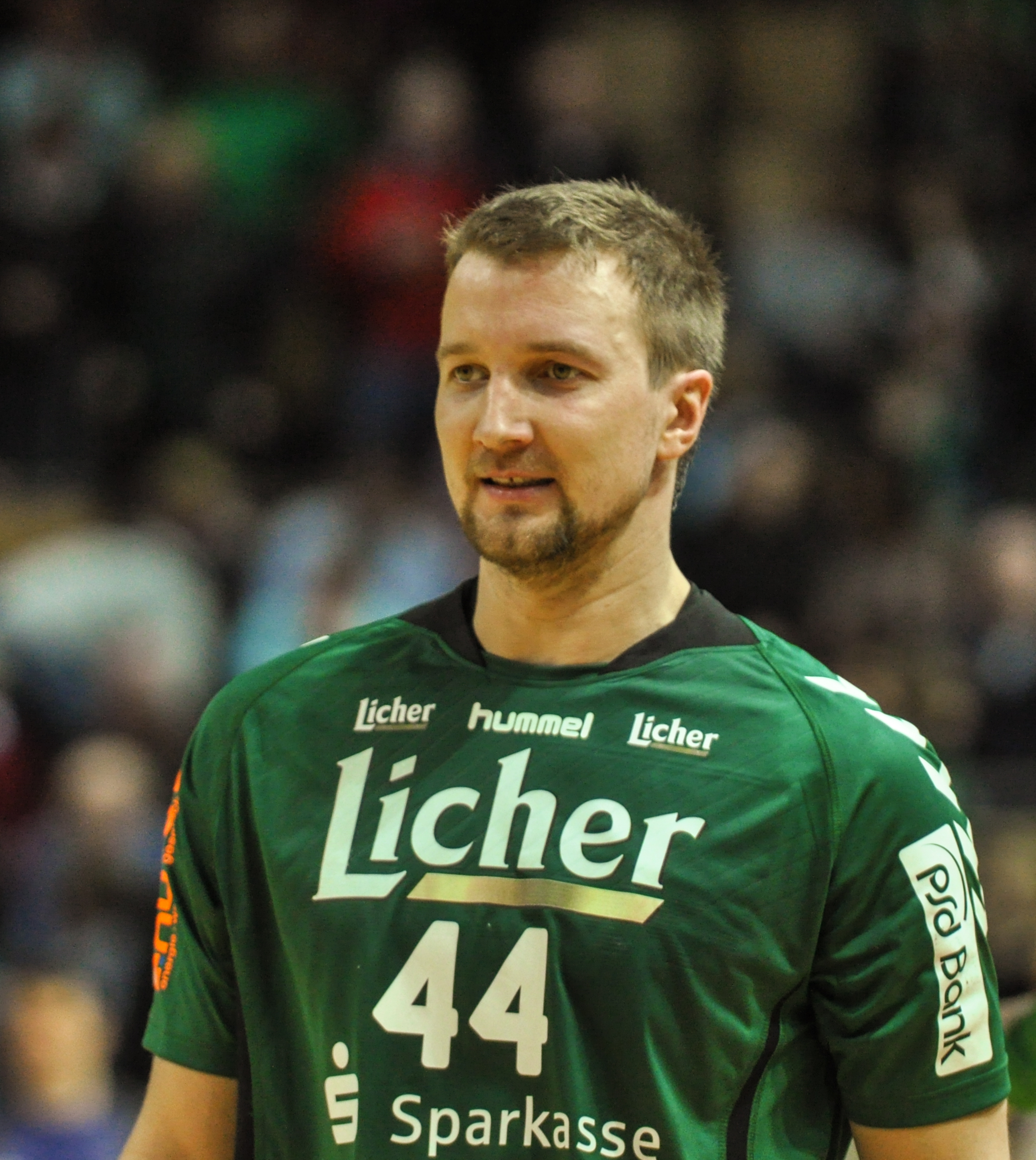
Evars Klešniks
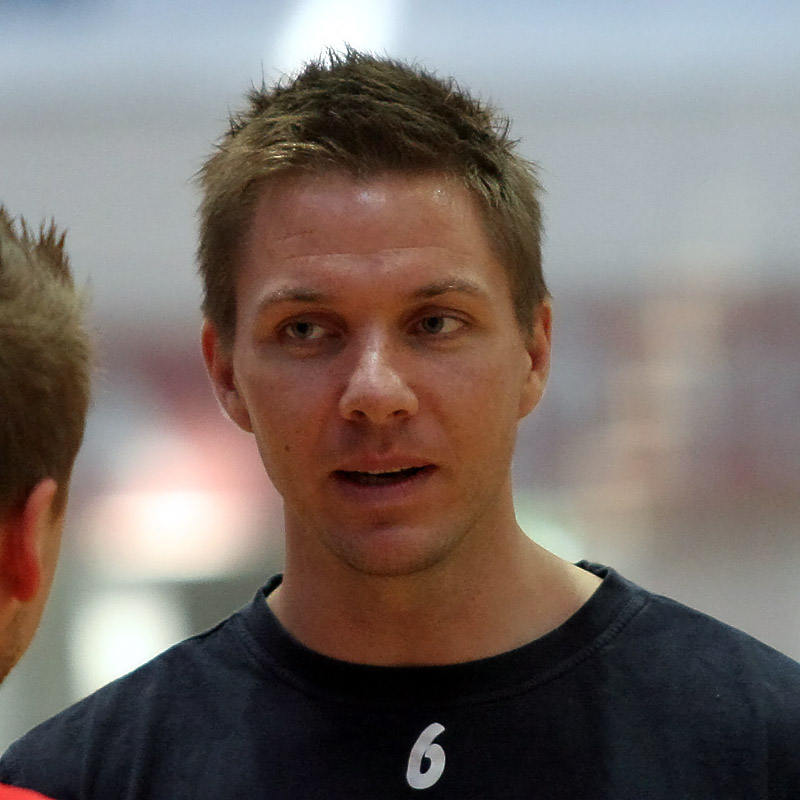
Anders Oechsler
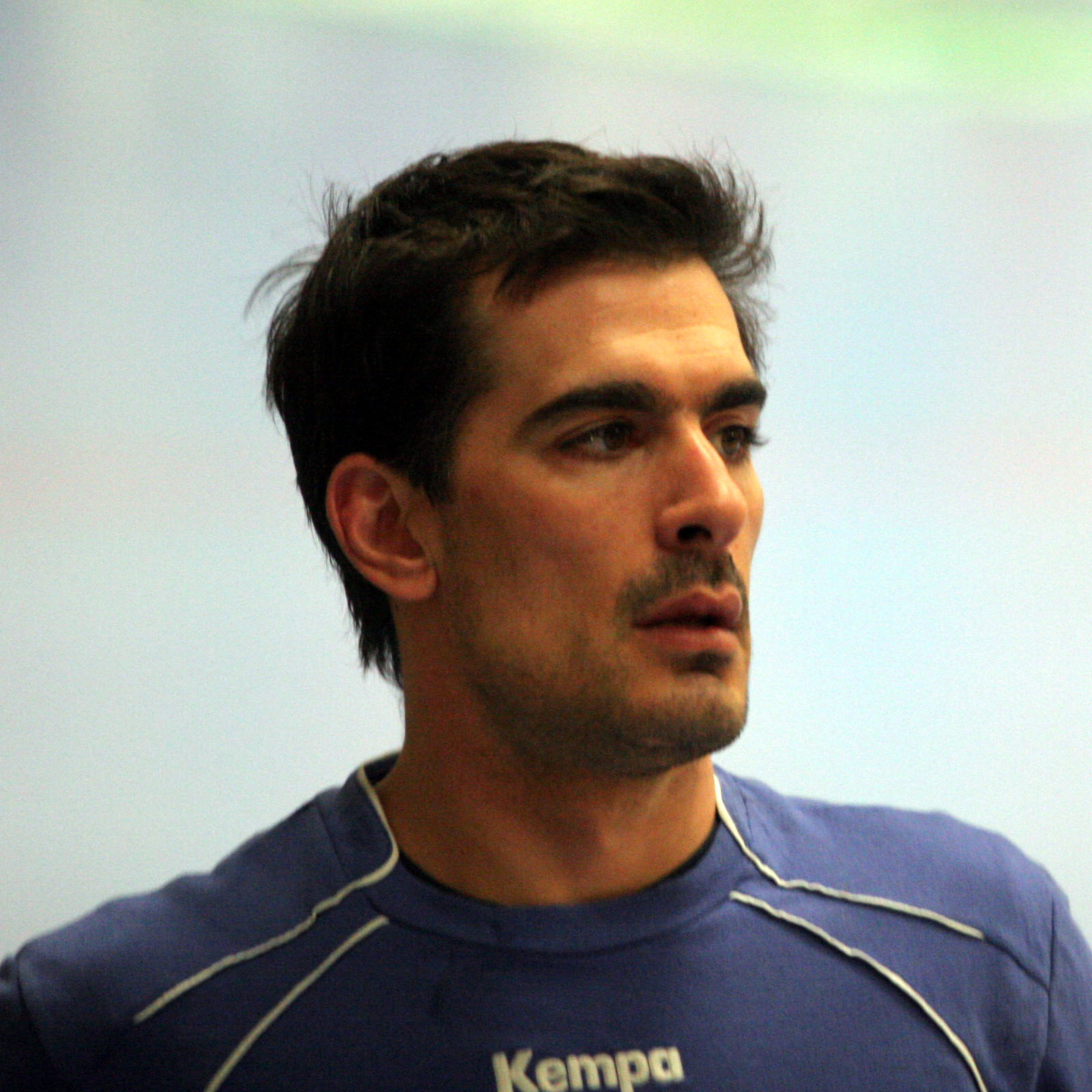
Dalibor Doder
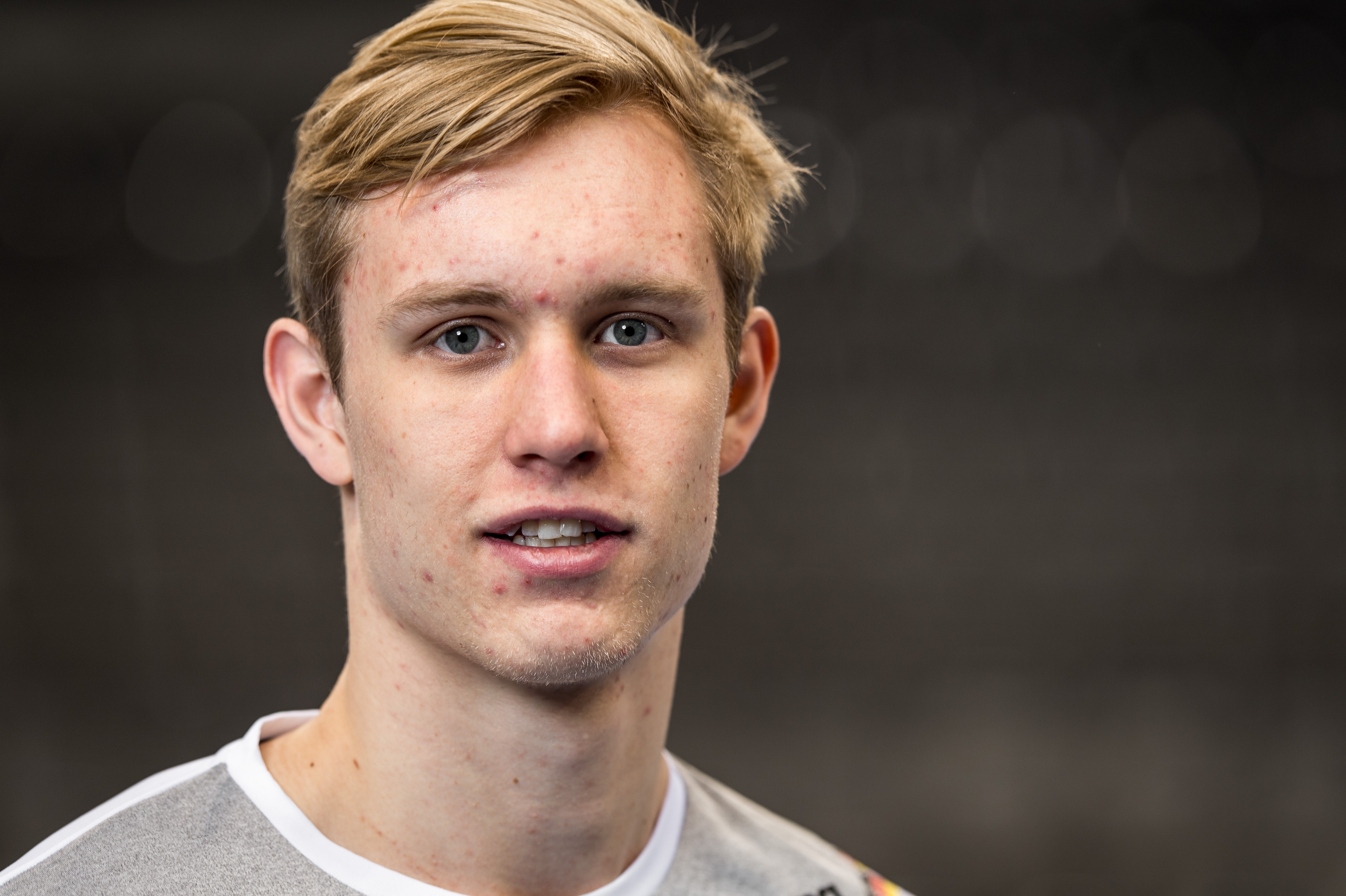
Marian Michalczik
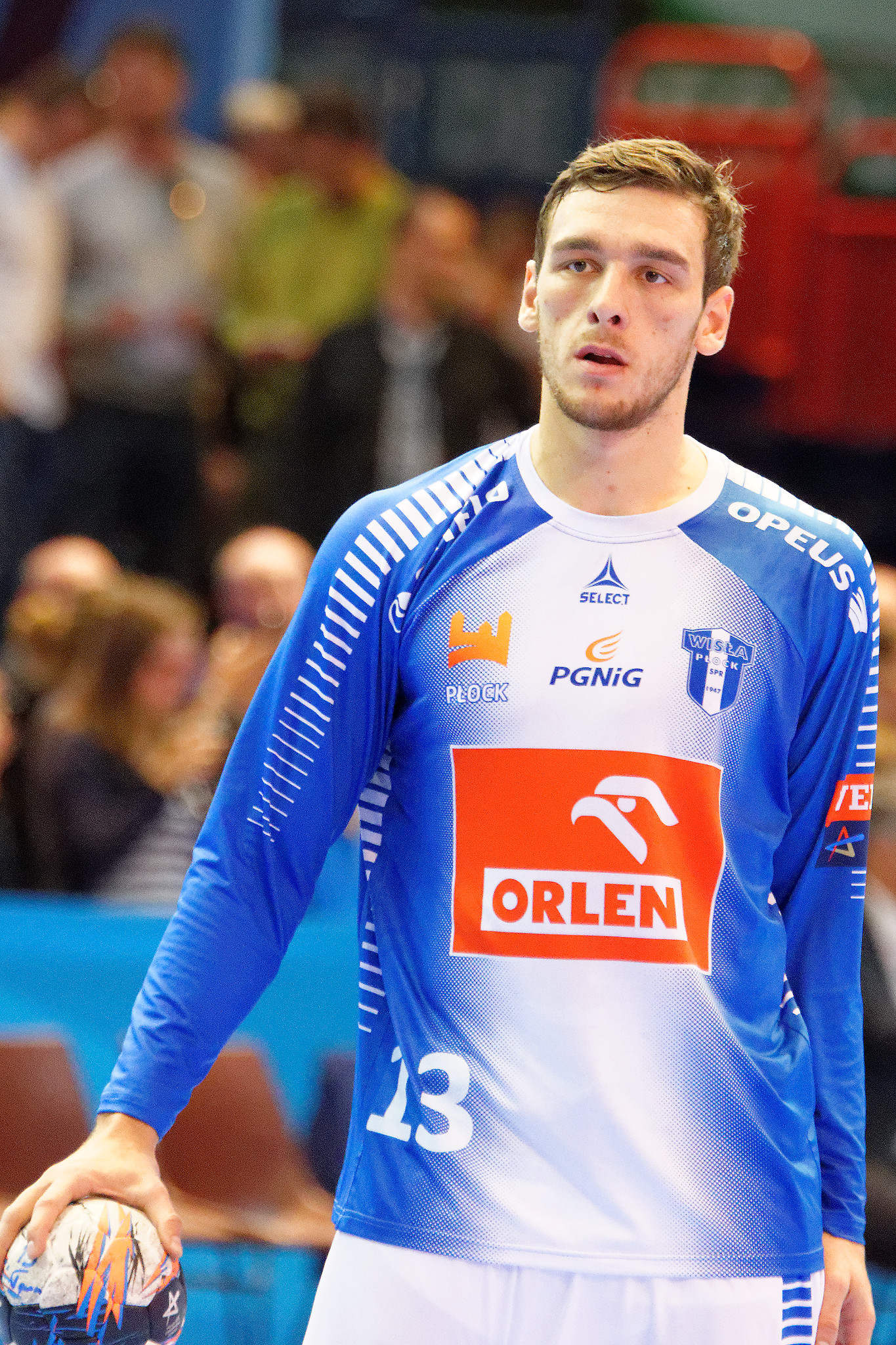
Miljan Pušica

### Zweite Mannschaft
| Saison                                                                      | Liga                 | Pl. | Tore    | Punkte | Pokal |
| --------------------------------------------------------------------------- | -------------------- | --- | ------- | ------ | ----- |
| 1997/98                                                                     | Oberliga Westfalen   | 04  | 657:593 | 28:24  | nq    |
| 1998/99                                                                     | Oberliga Westfalen   | 05  | 646:619 | 29:23  | nq    |
| 1999/00                                                                     | Oberliga Westfalen   | 02  | 610:545 | 31:17  | nq    |
| 2000/01                                                                     | Oberliga Westfalen   | 03  | 756:643 | 36:16  | nq    |
| 2001/02                                                                     | Oberliga Westfalen   | 01  | 870:762 | 41:15  | nq    |
| 2002/03                                                                     | Regionalliga Nord    | 05  | 910:838 | 38:22  | nq    |
| 2003/04                                                                     | Regionalliga Nord    | 02  | 959:757 | 46:14  | nq    |
| 2004/05                                                                     | Regionalliga Nord    | 06  | 867:841 | 33:27  | nq    |
| 2005/06                                                                     | Regionalliga West    | 10  | 957:979 | 30:34  | 3R    |
| 2006/07                                                                     | Regionalliga West    | 08  | 883:881 | 29:31  | nq    |
| 2007/08                                                                     | Regionalliga West    | 05  | 879:818 | 34:26  | 2R    |
| 2008/09                                                                     | Regionalliga West    | 08  | 934:899 | 30:30  | nq    |
| 2009/10                                                                     | Regionalliga West    | 10  | 888:882 | 29:31  | 1R    |
| 2010/11                                                                     | 3. Liga West         | 05  | 907:834 | 36:24  | 1R    |
| 2011/12                                                                     | 3. Liga West         | 08  | 869:853 | 32:28  | nq    |
| 2012/13                                                                     | 3. Liga Nord         | 09  | 887:866 | 31:29  | nq    |
| 2013/14                                                                     | 3. Liga Nord         | 03  | 936:844 | 40:20  | 1R    |
| 2014/15                                                                     | 3. Liga West         | 09  | 873:876 | 27:33  | nq    |
| 2015/16                                                                     | 3. Liga West         | 04  | 872:826 | 38:22  | –     |
| 2016/17                                                                     | 3. Liga West         | 09  | 852:851 | 26:34  | –     |
| 2017/18                                                                     | 3. Liga West         | 09  | 868:839 | 32:28  | –     |
| 2018/19                                                                     | 3. Liga West         | 07  | 888:836 | 34:26  | –     |
| 2019/20 Abbr                                                                | 3. Liga Nord-West    | 10  | 624:679 | 19:29  | –     |
| 2020/21 Abbr                                                                | 3. Liga Nord-West    | 07  | 115:990 | 04:40  | –     |
| 2021/22                                                                     | 3. Liga Staffel B    | 07  | 669:652 | 24:20  | –     |
| 2022/23                                                                     | 3. Liga Staffel West | 13  | 637:766 | 13:39  | –     |
| grün unterlegt: Aufstieg Abbr Saison-Abbruch aufgrund der COVID-19-Pandemie |                      |     |         |        |       |

Die zweite Männermannschaft von GWD Minden spielte mehrere Spielzeiten in der 3. Liga. Sie dient als Unterbau der ersten Mannschaft, um junge Talente an diese heranzuführen.
In der Vergangenheit konnte sich die Mannschaft gelegentlich auch für den DHB-Pokal qualifizieren. Seit der Saison 2015/16 sind jedoch keine zweiten Mannschaften mehr zugelassen.

## Jugendarbeit
| Saison                                             | Liga                           | Pl.   | Tore            | Punkte      | DM |
| -------------------------------------------------- | ------------------------------ | ----- | --------------- | ----------- | -- |
| 2010/11                                            | Regionalliga West              | 01    | 787:597         | 36:80       | F  |
| 2011/12                                            | Bundesliga Nord                | 01    | 805:579         | 37:70       | HF |
| 2012/13                                            | Bundesliga Nord                | 09    | 659:693         | 15:29       | nq |
| 2013/14                                            | Bundesliga Ost                 | 03    | 658:591         | 32:12       | nq |
| 2014/15                                            | Bundesliga West                | 01    | 719:518         | 40:40       | VF |
| 2015/16                                            | Bundesliga West                | 02    | 682:508         | 36:80       | HF |
| 2016/17                                            | Bundesliga West                | 01    | 720:498         | 42:20       | VF |
| 2017/18                                            | Bundesliga West                | 01    | 691:520         | 38:60       | HF |
| 2018/19                                            | Bundesliga West                | 04    | 667:617         | 26:18       | nq |
| 2019/20 Abbr                                       | Bundesliga Nord Meisterrunde 1 | 01 03 | 295:228 320:304 | 16:20 14:60 | nd |
| Abbr Saison-Abbruch aufgrund der COVID-19-Pandemie |                                |       |                 |             |    |

Die A-Jugend von GWD Minden ist Gründungsmitglied der A-Jugend-Bundesliga, die zu Beginn der Saison 2011/12 eingeführt wurde und somit die A-Jugend-Regionalligen ersetzte.

### Erfolge, Titel und Auszeichnungen
- Grünes Band für vorbildliche Talentförderung im Verein (5): 1995, 2000, 2004, 2008, 2016
- Jugendzertifikat der Handball-Bundesliga (13): 2008, 2009, 2010, 2011, 2012, 2013, 2014, 2015, 2016, 2017, 2018, 2019, 2020

#### A-Jugend
- Deutscher Meister (4): 1972, 1978 ∗, 1995, 2000
  - Deutscher Vizemeister (3): 1999, 2003, 2011
- Westdeutscher Meister (6): 1995, 1999, 2000, 2002, 2003, 2011
  - Vize-Westdeutscher Meister (2): 2009, 2010
- Westdeutscher Pokalsieger (1): 1997
- Westfalen-Meister (6): 1995, 1996, 1999, 2000, 2002, 2003
  - Vize-Westfalen-Meister (2): 1997, 2001

#### B-Jugend
- Deutscher Meister (2): 1979, 2008
  - Deutscher Vizemeister (2): 2001, 2010
- Westdeutscher Meister (6): 1997, 2000, 2001, 2007, 2008, 2010
  - Vize-Westdeutscher Meister (2): 2009, 2011
- Westfalen-Meister (7): 1997, 1998, 2000, 2001, 2007, 2008, 2010

#### C-Jugend
- Deutscher Meister (1): 1998 ∗
- Westdeutscher Meister (3): 1998, 1999, 2000
- Westfalen-Meister (5): 1998, 1999, 2000, 2006, 2019
  - Vize-Westfalen-Meister (5): 2002, 2004, 2007, 2008, 2009
- Bezirksmeister (6): 2004, 2006, 2007, 2008, 2009, 2012

#### D-Jugend
- Bezirksmeister (4): 2000, 2006, 2010, 2014
- Bezirkspokalsieger (2): 2001, 2020

## Hallen

### Kreissporthalle/Kampa-Halle
Die Kampa-Halle in Minden gibt es in ihrer heutigen Form als Multifunktionshalle seit 1999. Ihren Namen verdankt sie dem privaten Sponsor Kampa, der den Umbau finanziell unterstützt hat. Seitdem hat sie bei Handballspielen ein Fassungsvermögen von etwa 4.057 Zuschauern (3.457 Sitz- sowie 600 Stehplätze). Von 1970 bis 1999 hieß sie Kreissporthalle und bot bei maximaler Auslastung etwa 2.600 Zuschauern Platz. In dieser Zeit verfügte die Halle zwar nur einseitig über eine Zuschauertribüne im Süden, diese war jedoch sehr hoch und lag an ihrem höchsten Punkt weit über der Deckenhöhe über dem Spielfeld. Diese Besonderheit verlieh ihr ein sehr prägnantes äußeres Aussehen, welches auch heute noch erkennbar ist. Nach der Modernisierung und der Erweiterung mit einer zusätzlichen Tribüne im Norden, die ebenfalls die Deckenhöhe in der Mitte überragt, hat die Halle nun ein symmetrischeres Aussehen. Für die Zuschauer bedeutet es jedoch große Nachteile, da man vom höchsten Punkt der beiden Tribünen nur die untersten Reihen der jeweils gegenüberliegenden Tribüne sehen kann. Die tiefergelegene Hallendecke über dem Spielfeld stellt somit nicht nur eine Sichtbehinderung dar. Sie ist auch im Hinblick auf eine gute Akustik ein Hindernis.
Die Kampa-Halle soll aufgrund von Brandschutzmängeln zum 31. Dezember 2019 geschlossen werden, sodass GWD Minden erstmals ohne Spielstätte für den Bundesligahandball dasteht. Für die zweite Hälfte der Saison 2019/20 zieht GWD daher in die Halle des Kreisrivalen TuS N-Lübbecke, die Merkur Arena, um und sucht zur Saison 2020/21 nach einer Übergangslösung. Für die Zeit danach ist eine Multifunktionshalle am östlichen Weserufer im Gespräch.

### Preussag Arena/TUI Arena
Die TUI Arena war in der Saison 2004/05 Austragungsort von acht Heimspielen. In der darauffolgenden Saison fand nur noch das erste Heimspiel in Hannover statt, bevor es zur Eskalation des Streits mit Betreiber Günter Papenburg kam. Zu Beginn der Zusammenarbeit hieß die Halle noch Preussag Arena, ehe der Name im Herbst 2004 geändert wurde. Sie hatte bei den Handballspielen ein Fassungsvermögen von etwa 10.500 Zuschauern.

### Sporthalle Dankersen
Die Sporthalle im Mindener Stadtteil Dankersen wird von allen Reserve- sowie Jugendmannschaften für ihren Trainings- und Spielbetrieb genutzt und bietet etwa 400 Zuschauern Platz.

## Zuschauer und Fankultur

### Entwicklung der Zuschauerzahlen
| Saison  | Liga               | Spiele | gesamt | Ø     | Entwicklung |
| ------- | ------------------ | ------ | ------ | ----- | ----------- |
| 2020/21 | Bundesliga         | 19 4   | 02.948 | 0155  | − 94,20 %   |
| 2019/20 | Bundesliga         | 13     | 34.739 | 2.672 | − 04,88 %   |
| 2018/19 | Bundesliga         | 17     | 47.764 | 2.809 | + 05,01 %   |
| 2017/18 | Bundesliga         | 17     | 45.489 | 2.675 | − 04,22 %   |
| 2016/17 | Bundesliga         | 17     | 47.481 | 2.793 | + 30,45 %   |
| 2015/16 | 2. Bundesliga      | 20     | 42.822 | 2.141 | − 20,29 %   |
| 2014/15 | Bundesliga         | 18     | 48.352 | 2.686 | + 03,63 %   |
| 2013/14 | Bundesliga         | 17     | 44.075 | 2.592 | + 01,45 %   |
| 2012/13 | Bundesliga         | 17     | 43.450 | 2.555 | + 30,09 %   |
| 2011/12 | 2. Bundesliga      | 19     | 37.320 | 1.964 | − 11,57 %   |
| 2010/11 | 2. Bundesliga Nord | 17 1   | 37.760 | 2.221 | − 18,64 %   |
| 2009/10 | Bundesliga         | 17     | 46.407 | 2.730 | – 06,25 %   |
| 2008/09 | Bundesliga         | 17     | 49.500 | 2.912 | + 00,52 %   |
| 2007/08 | Bundesliga         | 17     | 49.250 | 2.897 | + 06,94 %   |
| 2006/07 | Bundesliga         | 17     | 46.059 | 2.709 | – 01,06 %   |
| 2005/06 | Bundesliga         | 17     | 46.544 | 2.738 | − 12,41 %   |
| 2004/05 | Bundesliga         | 17     | 53.140 | 3.126 | + 15,14 %   |
| 2003/04 | Bundesliga         | 17     | 46.150 | 2.715 | + 06,35 %   |
| 2002/03 | Bundesliga         | 17     | 43.400 | 2.553 | + 17,60 %   |
| 2001/02 | Bundesliga         | 17     | 36.900 | 2.171 | – 04,07 %   |
| 2000/01 | Bundesliga         | 19     | 43.000 | 2.263 | − 19,69 %   |
| 1999/00 | Bundesliga         | 17     | 47.900 | 2.818 | + 13,63 %   |
| 1998/99 | Bundesliga         | 15     | 37.200 | 2.480 | + 02,10 %   |
| 1997/98 | Bundesliga         | 14     | 34.000 | 2.429 | – 00,98 %   |
| 1996/97 | Bundesliga         | 15     | 36.800 | 2.453 | + 01,24 %   |
| 1995/96 | Bundesliga         | 15     | 36.350 | 2.423 | + 60,25 %   |
| 1994/95 | 2. Bundesliga Nord | 17     | 25.700 | 1.512 | + 18,22 %   |
| 1993/94 | 2. Bundesliga Nord | 17     | 21.750 | 1.279 | + 10,07 %   |
| 1992/93 | 2. Bundesliga Nord | 13     | 15.100 | 1.162 | + 46,72 %   |
| 1991/92 | 2. Bundesliga Nord | 13     | 10.300 | 0792  | − 27,00 %   |
| 1990/91 | 2. Bundesliga Nord | 13     | 14.100 | 1.085 | + 20,56 %   |
| 1989/90 | 2. Bundesliga Nord | 13     | 11.700 | 0900  | + 80,00 %   |
| 1988/89 | 2. Bundesliga Nord | 13     | 06.500 | 0500  | − 41,45 %   |
| 1987/88 | 2. Bundesliga Nord | 13     | 11.102 | 0854  | + 42,10 %   |
| 1986/87 | 2. Bundesliga Nord | 13     | 07.812 | 0601  | − 44,91 %   |
| 1985/86 | Bundesliga         | 13     | 14.182 | 1.091 | − 21,79 %   |
| 1984/85 | Bundesliga         | 13     | 18.138 | 1.395 | – 04,58 %   |
| 1983/84 | Bundesliga         | 13     | 19.000 | 1.462 | – 08,17 %   |
| 1982/83 | Bundesliga         | 12     | 19.107 | 1.592 | + 38,43 %   |
| 1981/82 | 2. Bundesliga Nord | 11     | 12.650 | 1.150 | − 31,43 %   |
| 1980/81 | Bundesliga         | 13     | 21.800 | 1.677 | + 09,97 %   |
| 1979/80 | Bundesliga         | 13     | 19.830 | 1.525 | – 09,50 %   |
| 1978/79 | Bundesliga         | 13     | 21.900 | 1.685 | − 13,50 %   |
| 1977/78 | Bundesliga         | 13     | 25.323 | 1.948 |             |
| 1976/77 | Bundesliga Nord    | 11 2 3 |        |       |             |
| 1975/76 | Bundesliga Nord    | 10 2   |        |       |             |
| 1974/75 | Bundesliga Nord    | 10 2   |        |       |             |
| 1973/74 | Bundesliga Nord    | 09     |        |       |             |
| 1972/73 | Bundesliga Nord    | 08 2   |        |       |             |
| 1971/72 | Bundesliga Nord    | 07     |        |       |             |
| 1970/71 | Bundesliga Nord    | 08 2   |        |       |             |
| 1969/70 | Bundesliga Nord    | 07     |        |       |             |
| 1968/69 | Bundesliga Nord    | 07     |        |       |             |
| 1967/68 | Bundesliga Nord    | 07     | 03.770 | 0539  | + 10,91 %   |
| 1966/67 | Bundesliga Nord    | 07     | 03.400 | 0486  |             |

### Fanclubs
Einziger offizieller Fanclub ist der Fan-Club Grün-Weiß und wurde 1982 gegründet. Daneben gibt es noch die Ultra-Gruppierung Commando 1924 (häufig auch Commando oder C1924), die seit 2003 besteht.

### Freundschaften
- Fanclub Blau-Weiß (HSV Hamburg)
- RambaZamba „RaZa“ Leipzig (SC DHfK Leipzig)
- Aktive Gütersloher (FC Gütersloh (2000))

### Rivalitäten
Aufgelistet sind die drei jüngsten sowie eventuell bereits feststehende zukünftige Aufeinandertreffen.
| Liste und Statistiken aller bekannten Spiele zwischen GWD Minden und dem TuS N-Lübbecke | Liste und Statistiken aller bekannten Spiele zwischen GWD Minden und dem TuS N-Lübbecke | Liste und Statistiken aller bekannten Spiele zwischen GWD Minden und dem TuS N-Lübbecke | Liste und Statistiken aller bekannten Spiele zwischen GWD Minden und dem TuS N-Lübbecke | Liste und Statistiken aller bekannten Spiele zwischen GWD Minden und dem TuS N-Lübbecke | Liste und Statistiken aller bekannten Spiele zwischen GWD Minden und dem TuS N-Lübbecke | Liste und Statistiken aller bekannten Spiele zwischen GWD Minden und dem TuS N-Lübbecke | Liste und Statistiken aller bekannten Spiele zwischen GWD Minden und dem TuS N-Lübbecke | Liste und Statistiken aller bekannten Spiele zwischen GWD Minden und dem TuS N-Lübbecke | Liste und Statistiken aller bekannten Spiele zwischen GWD Minden und dem TuS N-Lübbecke | Liste und Statistiken aller bekannten Spiele zwischen GWD Minden und dem TuS N-Lübbecke |
| Nr. 1                                                                                   | Nr. 1 | Wettbewerb / Spieltag | Wettbewerb / Spieltag | Wettbewerb / Spieltag | Datum / Uhrzeit | Heim 2 | Gast 2 | Ergebnis | Zuschauer 3 | Spielstätte 2 |
| --------------------------------------------------------------------------------------- | --- | --- | --- | --- | --- | --- | --- | --- | --- | --- |
| …                                                                                       | | | | | | | | | | |
|                                                                                         | 108 | Freundschaftsspiel | Freundschaftsspiel | Freundschaftsspiel | Fr., 23. Jan. 2020 19:00 | GWD Minden | TuS N-Lübbecke | 25:27 (16:11) | 1.000 | Kreissporthalle, Lübbecke |
|                                                                                         | | Aufstellungen | GWD | Leon Grabenstein, Malte Semisch – Lucas Meister (2), Maximilian Nowatzki, Joscha Ritterbach (4), Savvas Savvas (2), Christoffer Rambo (3), Mats Korte (1/1), Simon Strakeljahn (2), Juri Knorr (4/1), Miljan Pušica (1), Max Staar (3), Christoph Reißky (2), Justus Richtzenhain (1) Trainer: Frank Carstens                                         | Leon Grabenstein, Malte Semisch – Lucas Meister (2), Maximilian Nowatzki, Joscha Ritterbach (4), Savvas Savvas (2), Christoffer Rambo (3), Mats Korte (1/1), Simon Strakeljahn (2), Juri Knorr (4/1), Miljan Pušica (1), Max Staar (3), Christoph Reißky (2), Justus Richtzenhain (1) Trainer: Frank Carstens                                         | Leon Grabenstein, Malte Semisch – Lucas Meister (2), Maximilian Nowatzki, Joscha Ritterbach (4), Savvas Savvas (2), Christoffer Rambo (3), Mats Korte (1/1), Simon Strakeljahn (2), Juri Knorr (4/1), Miljan Pušica (1), Max Staar (3), Christoph Reißky (2), Justus Richtzenhain (1) Trainer: Frank Carstens                                         | Leon Grabenstein, Malte Semisch – Lucas Meister (2), Maximilian Nowatzki, Joscha Ritterbach (4), Savvas Savvas (2), Christoffer Rambo (3), Mats Korte (1/1), Simon Strakeljahn (2), Juri Knorr (4/1), Miljan Pušica (1), Max Staar (3), Christoph Reißky (2), Justus Richtzenhain (1) Trainer: Frank Carstens                                         | Leon Grabenstein, Malte Semisch – Lucas Meister (2), Maximilian Nowatzki, Joscha Ritterbach (4), Savvas Savvas (2), Christoffer Rambo (3), Mats Korte (1/1), Simon Strakeljahn (2), Juri Knorr (4/1), Miljan Pušica (1), Max Staar (3), Christoph Reißky (2), Justus Richtzenhain (1) Trainer: Frank Carstens | Leon Grabenstein, Malte Semisch – Lucas Meister (2), Maximilian Nowatzki, Joscha Ritterbach (4), Savvas Savvas (2), Christoffer Rambo (3), Mats Korte (1/1), Simon Strakeljahn (2), Juri Knorr (4/1), Miljan Pušica (1), Max Staar (3), Christoph Reißky (2), Justus Richtzenhain (1) Trainer: Frank Carstens | Leon Grabenstein, Malte Semisch – Lucas Meister (2), Maximilian Nowatzki, Joscha Ritterbach (4), Savvas Savvas (2), Christoffer Rambo (3), Mats Korte (1/1), Simon Strakeljahn (2), Juri Knorr (4/1), Miljan Pušica (1), Max Staar (3), Christoph Reißky (2), Justus Richtzenhain (1) Trainer: Frank Carstens |
| TuS                                                                                     | Péter Tatai, Valentin Beckmann – Jó Gerrit Genz (1), Patryk Walczak (2), Jens Bechtloff , Dominik Ebner (2), Łukasz Gierak (5), Marko Bagarić (2), Peter Strosack (5/2), Marvin Mundus, Valentin Spohn (2), Moritz Schade (1), Jan-Eric Speckmann (7/2), Hannes Krassort Trainer: Emir Kurtagic                                                       | Péter Tatai, Valentin Beckmann – Jó Gerrit Genz (1), Patryk Walczak (2), Jens Bechtloff , Dominik Ebner (2), Łukasz Gierak (5), Marko Bagarić (2), Peter Strosack (5/2), Marvin Mundus, Valentin Spohn (2), Moritz Schade (1), Jan-Eric Speckmann (7/2), Hannes Krassort Trainer: Emir Kurtagic                                                       | Péter Tatai, Valentin Beckmann – Jó Gerrit Genz (1), Patryk Walczak (2), Jens Bechtloff , Dominik Ebner (2), Łukasz Gierak (5), Marko Bagarić (2), Peter Strosack (5/2), Marvin Mundus, Valentin Spohn (2), Moritz Schade (1), Jan-Eric Speckmann (7/2), Hannes Krassort Trainer: Emir Kurtagic                                                       | Péter Tatai, Valentin Beckmann – Jó Gerrit Genz (1), Patryk Walczak (2), Jens Bechtloff , Dominik Ebner (2), Łukasz Gierak (5), Marko Bagarić (2), Peter Strosack (5/2), Marvin Mundus, Valentin Spohn (2), Moritz Schade (1), Jan-Eric Speckmann (7/2), Hannes Krassort Trainer: Emir Kurtagic                                                       | Péter Tatai, Valentin Beckmann – Jó Gerrit Genz (1), Patryk Walczak (2), Jens Bechtloff , Dominik Ebner (2), Łukasz Gierak (5), Marko Bagarić (2), Peter Strosack (5/2), Marvin Mundus, Valentin Spohn (2), Moritz Schade (1), Jan-Eric Speckmann (7/2), Hannes Krassort Trainer: Emir Kurtagic                                                       | Péter Tatai, Valentin Beckmann – Jó Gerrit Genz (1), Patryk Walczak (2), Jens Bechtloff , Dominik Ebner (2), Łukasz Gierak (5), Marko Bagarić (2), Peter Strosack (5/2), Marvin Mundus, Valentin Spohn (2), Moritz Schade (1), Jan-Eric Speckmann (7/2), Hannes Krassort Trainer: Emir Kurtagic                                                       | Péter Tatai, Valentin Beckmann – Jó Gerrit Genz (1), Patryk Walczak (2), Jens Bechtloff , Dominik Ebner (2), Łukasz Gierak (5), Marko Bagarić (2), Peter Strosack (5/2), Marvin Mundus, Valentin Spohn (2), Moritz Schade (1), Jan-Eric Speckmann (7/2), Hannes Krassort Trainer: Emir Kurtagic                                                       | | | |
|                                                                                         | 109 | Freundschaftsspiel | Freundschaftsspiel | Freundschaftsspiel | Mi., 26. Aug. 2020 20:00 | TuS N-Lübbecke | GWD Minden | 28:30 (13:17) | 0 | Merkur Arena, Lübbecke |
|                                                                                         | | Aufstellungen | TuS | Aljoša Rezar, Johannes Jepsen – Roman Bečvář, Lutz Heiny (2), Dominik Ebner (3), Benas Petreikis (5/3), Marko Bagarić (1), Peter Strosack (3), Marvin Mundus, Yannick Dräger (2), Valentin Spohn (5), Marek Nissen, Jan-Eric Speckmann (3), Leoš Petrovský, Tom Skroblien (4/1) Trainer: Emir Kurtagic                                                | Aljoša Rezar, Johannes Jepsen – Roman Bečvář, Lutz Heiny (2), Dominik Ebner (3), Benas Petreikis (5/3), Marko Bagarić (1), Peter Strosack (3), Marvin Mundus, Yannick Dräger (2), Valentin Spohn (5), Marek Nissen, Jan-Eric Speckmann (3), Leoš Petrovský, Tom Skroblien (4/1) Trainer: Emir Kurtagic                                                | Aljoša Rezar, Johannes Jepsen – Roman Bečvář, Lutz Heiny (2), Dominik Ebner (3), Benas Petreikis (5/3), Marko Bagarić (1), Peter Strosack (3), Marvin Mundus, Yannick Dräger (2), Valentin Spohn (5), Marek Nissen, Jan-Eric Speckmann (3), Leoš Petrovský, Tom Skroblien (4/1) Trainer: Emir Kurtagic                                                | Aljoša Rezar, Johannes Jepsen – Roman Bečvář, Lutz Heiny (2), Dominik Ebner (3), Benas Petreikis (5/3), Marko Bagarić (1), Peter Strosack (3), Marvin Mundus, Yannick Dräger (2), Valentin Spohn (5), Marek Nissen, Jan-Eric Speckmann (3), Leoš Petrovský, Tom Skroblien (4/1) Trainer: Emir Kurtagic                                                | Aljoša Rezar, Johannes Jepsen – Roman Bečvář, Lutz Heiny (2), Dominik Ebner (3), Benas Petreikis (5/3), Marko Bagarić (1), Peter Strosack (3), Marvin Mundus, Yannick Dräger (2), Valentin Spohn (5), Marek Nissen, Jan-Eric Speckmann (3), Leoš Petrovský, Tom Skroblien (4/1) Trainer: Emir Kurtagic        | Aljoša Rezar, Johannes Jepsen – Roman Bečvář, Lutz Heiny (2), Dominik Ebner (3), Benas Petreikis (5/3), Marko Bagarić (1), Peter Strosack (3), Marvin Mundus, Yannick Dräger (2), Valentin Spohn (5), Marek Nissen, Jan-Eric Speckmann (3), Leoš Petrovský, Tom Skroblien (4/1) Trainer: Emir Kurtagic        | Aljoša Rezar, Johannes Jepsen – Roman Bečvář, Lutz Heiny (2), Dominik Ebner (3), Benas Petreikis (5/3), Marko Bagarić (1), Peter Strosack (3), Marvin Mundus, Yannick Dräger (2), Valentin Spohn (5), Marek Nissen, Jan-Eric Speckmann (3), Leoš Petrovský, Tom Skroblien (4/1) Trainer: Emir Kurtagic        |
| GWD                                                                                     | Carsten Lichtlein, Malte Semisch (n.e.) – Lucas Meister (5), Tim Brand, Joscha Ritterbach (2), Justus Richtzenhain, Christoffer Rambo (6/2), Mats Korte (2), Joshua Thiele (1), Aljaksandr Padschywalau (2), Simon Strakeljahn (1), Juri Knorr (3), Miljan Pušica (1), Doruk Pehlivan (1), Max Staar (4), Kevin Gulliksen (2) Trainer: Frank Carstens | Carsten Lichtlein, Malte Semisch (n.e.) – Lucas Meister (5), Tim Brand, Joscha Ritterbach (2), Justus Richtzenhain, Christoffer Rambo (6/2), Mats Korte (2), Joshua Thiele (1), Aljaksandr Padschywalau (2), Simon Strakeljahn (1), Juri Knorr (3), Miljan Pušica (1), Doruk Pehlivan (1), Max Staar (4), Kevin Gulliksen (2) Trainer: Frank Carstens | Carsten Lichtlein, Malte Semisch (n.e.) – Lucas Meister (5), Tim Brand, Joscha Ritterbach (2), Justus Richtzenhain, Christoffer Rambo (6/2), Mats Korte (2), Joshua Thiele (1), Aljaksandr Padschywalau (2), Simon Strakeljahn (1), Juri Knorr (3), Miljan Pušica (1), Doruk Pehlivan (1), Max Staar (4), Kevin Gulliksen (2) Trainer: Frank Carstens | Carsten Lichtlein, Malte Semisch (n.e.) – Lucas Meister (5), Tim Brand, Joscha Ritterbach (2), Justus Richtzenhain, Christoffer Rambo (6/2), Mats Korte (2), Joshua Thiele (1), Aljaksandr Padschywalau (2), Simon Strakeljahn (1), Juri Knorr (3), Miljan Pušica (1), Doruk Pehlivan (1), Max Staar (4), Kevin Gulliksen (2) Trainer: Frank Carstens | Carsten Lichtlein, Malte Semisch (n.e.) – Lucas Meister (5), Tim Brand, Joscha Ritterbach (2), Justus Richtzenhain, Christoffer Rambo (6/2), Mats Korte (2), Joshua Thiele (1), Aljaksandr Padschywalau (2), Simon Strakeljahn (1), Juri Knorr (3), Miljan Pušica (1), Doruk Pehlivan (1), Max Staar (4), Kevin Gulliksen (2) Trainer: Frank Carstens | Carsten Lichtlein, Malte Semisch (n.e.) – Lucas Meister (5), Tim Brand, Joscha Ritterbach (2), Justus Richtzenhain, Christoffer Rambo (6/2), Mats Korte (2), Joshua Thiele (1), Aljaksandr Padschywalau (2), Simon Strakeljahn (1), Juri Knorr (3), Miljan Pušica (1), Doruk Pehlivan (1), Max Staar (4), Kevin Gulliksen (2) Trainer: Frank Carstens | Carsten Lichtlein, Malte Semisch (n.e.) – Lucas Meister (5), Tim Brand, Joscha Ritterbach (2), Justus Richtzenhain, Christoffer Rambo (6/2), Mats Korte (2), Joshua Thiele (1), Aljaksandr Padschywalau (2), Simon Strakeljahn (1), Juri Knorr (3), Miljan Pušica (1), Doruk Pehlivan (1), Max Staar (4), Kevin Gulliksen (2) Trainer: Frank Carstens | | | |
|                                                                                         | 110 | Freundschaftsspiel – Spielothek-Cup 2021 (Spiel um Platz 3) | Freundschaftsspiel – Spielothek-Cup 2021 (Spiel um Platz 3) | Freundschaftsspiel – Spielothek-Cup 2021 (Spiel um Platz 3) | Sa., 21. Aug. 2021 17:00 | TuS N-Lübbecke | GWD Minden | 25:27 (13:17) | ? | Merkur Arena, Lübbecke |
|                                                                                         | | Aufstellungen | TuS | Aljoša Rezar, Håvard Åsheim – Lutz Heiny (4), Florian Baumgärtner (5), Dominik Ebner, Benas Petreikis (1), Peter Strosack , Marvin Mundus, Yannick Dräger (1), Valentin Spohn (7), Tin Kontrec (2), Marek Nissen (3), Jan-Eric Speckmann (2), Leoš Petrovský, Tom Skroblien Trainer: Emir Kurtagic                                                    | Aljoša Rezar, Håvard Åsheim – Lutz Heiny (4), Florian Baumgärtner (5), Dominik Ebner, Benas Petreikis (1), Peter Strosack , Marvin Mundus, Yannick Dräger (1), Valentin Spohn (7), Tin Kontrec (2), Marek Nissen (3), Jan-Eric Speckmann (2), Leoš Petrovský, Tom Skroblien Trainer: Emir Kurtagic                                                    | Aljoša Rezar, Håvard Åsheim – Lutz Heiny (4), Florian Baumgärtner (5), Dominik Ebner, Benas Petreikis (1), Peter Strosack , Marvin Mundus, Yannick Dräger (1), Valentin Spohn (7), Tin Kontrec (2), Marek Nissen (3), Jan-Eric Speckmann (2), Leoš Petrovský, Tom Skroblien Trainer: Emir Kurtagic                                                    | Aljoša Rezar, Håvard Åsheim – Lutz Heiny (4), Florian Baumgärtner (5), Dominik Ebner, Benas Petreikis (1), Peter Strosack , Marvin Mundus, Yannick Dräger (1), Valentin Spohn (7), Tin Kontrec (2), Marek Nissen (3), Jan-Eric Speckmann (2), Leoš Petrovský, Tom Skroblien Trainer: Emir Kurtagic                                                    | Aljoša Rezar, Håvard Åsheim – Lutz Heiny (4), Florian Baumgärtner (5), Dominik Ebner, Benas Petreikis (1), Peter Strosack , Marvin Mundus, Yannick Dräger (1), Valentin Spohn (7), Tin Kontrec (2), Marek Nissen (3), Jan-Eric Speckmann (2), Leoš Petrovský, Tom Skroblien Trainer: Emir Kurtagic            | Aljoša Rezar, Håvard Åsheim – Lutz Heiny (4), Florian Baumgärtner (5), Dominik Ebner, Benas Petreikis (1), Peter Strosack , Marvin Mundus, Yannick Dräger (1), Valentin Spohn (7), Tin Kontrec (2), Marek Nissen (3), Jan-Eric Speckmann (2), Leoš Petrovský, Tom Skroblien Trainer: Emir Kurtagic            | Aljoša Rezar, Håvard Åsheim – Lutz Heiny (4), Florian Baumgärtner (5), Dominik Ebner, Benas Petreikis (1), Peter Strosack , Marvin Mundus, Yannick Dräger (1), Valentin Spohn (7), Tin Kontrec (2), Marek Nissen (3), Jan-Eric Speckmann (2), Leoš Petrovský, Tom Skroblien Trainer: Emir Kurtagic            |
| GWD                                                                                     | Malte Semisch (1), Carsten Lichtlein – Lucas Meister (1), Justus Richtzenhain, Christian Zeitz, Mats Korte (4/3), Joshua Thiele (1), Miro Schluroff (1), Nikola Jukić (3), Max Staar (3), Jan Grebenc (6), Mohamed Darmoul (7/3), Ole Günther, Fynn Hermeling, Paul Holzhacker Trainer: Frank Carstens                                                | Malte Semisch (1), Carsten Lichtlein – Lucas Meister (1), Justus Richtzenhain, Christian Zeitz, Mats Korte (4/3), Joshua Thiele (1), Miro Schluroff (1), Nikola Jukić (3), Max Staar (3), Jan Grebenc (6), Mohamed Darmoul (7/3), Ole Günther, Fynn Hermeling, Paul Holzhacker Trainer: Frank Carstens                                                | Malte Semisch (1), Carsten Lichtlein – Lucas Meister (1), Justus Richtzenhain, Christian Zeitz, Mats Korte (4/3), Joshua Thiele (1), Miro Schluroff (1), Nikola Jukić (3), Max Staar (3), Jan Grebenc (6), Mohamed Darmoul (7/3), Ole Günther, Fynn Hermeling, Paul Holzhacker Trainer: Frank Carstens                                                | Malte Semisch (1), Carsten Lichtlein – Lucas Meister (1), Justus Richtzenhain, Christian Zeitz, Mats Korte (4/3), Joshua Thiele (1), Miro Schluroff (1), Nikola Jukić (3), Max Staar (3), Jan Grebenc (6), Mohamed Darmoul (7/3), Ole Günther, Fynn Hermeling, Paul Holzhacker Trainer: Frank Carstens                                                | Malte Semisch (1), Carsten Lichtlein – Lucas Meister (1), Justus Richtzenhain, Christian Zeitz, Mats Korte (4/3), Joshua Thiele (1), Miro Schluroff (1), Nikola Jukić (3), Max Staar (3), Jan Grebenc (6), Mohamed Darmoul (7/3), Ole Günther, Fynn Hermeling, Paul Holzhacker Trainer: Frank Carstens                                                | Malte Semisch (1), Carsten Lichtlein – Lucas Meister (1), Justus Richtzenhain, Christian Zeitz, Mats Korte (4/3), Joshua Thiele (1), Miro Schluroff (1), Nikola Jukić (3), Max Staar (3), Jan Grebenc (6), Mohamed Darmoul (7/3), Ole Günther, Fynn Hermeling, Paul Holzhacker Trainer: Frank Carstens                                                | Malte Semisch (1), Carsten Lichtlein – Lucas Meister (1), Justus Richtzenhain, Christian Zeitz, Mats Korte (4/3), Joshua Thiele (1), Miro Schluroff (1), Nikola Jukić (3), Max Staar (3), Jan Grebenc (6), Mohamed Darmoul (7/3), Ole Günther, Fynn Hermeling, Paul Holzhacker Trainer: Frank Carstens                                                | | | |
| Strafen                                                                                 | TuS | 1× Kontrec (10.) 7× Petreikis (4., 19.), Heiny (20.) Ebner (25.), Petrovský (40.), Speckmann (44.), Baumgärtner (52.) 1× Speckmann (44./grobes Foulspiel) | 1× Kontrec (10.) 7× Petreikis (4., 19.), Heiny (20.) Ebner (25.), Petrovský (40.), Speckmann (44.), Baumgärtner (52.) 1× Speckmann (44./grobes Foulspiel) | 1× Kontrec (10.) 7× Petreikis (4., 19.), Heiny (20.) Ebner (25.), Petrovský (40.), Speckmann (44.), Baumgärtner (52.) 1× Speckmann (44./grobes Foulspiel) | 1× Kontrec (10.) 7× Petreikis (4., 19.), Heiny (20.) Ebner (25.), Petrovský (40.), Speckmann (44.), Baumgärtner (52.) 1× Speckmann (44./grobes Foulspiel) | 1× Kontrec (10.) 7× Petreikis (4., 19.), Heiny (20.) Ebner (25.), Petrovský (40.), Speckmann (44.), Baumgärtner (52.) 1× Speckmann (44./grobes Foulspiel) | 1× Kontrec (10.) 7× Petreikis (4., 19.), Heiny (20.) Ebner (25.), Petrovský (40.), Speckmann (44.), Baumgärtner (52.) 1× Speckmann (44./grobes Foulspiel) | 1× Kontrec (10.) 7× Petreikis (4., 19.), Heiny (20.) Ebner (25.), Petrovský (40.), Speckmann (44.), Baumgärtner (52.) 1× Speckmann (44./grobes Foulspiel) | | |
| Strafen                                                                                 | GWD | 0× 4× Jukić (6.), Schluroff (24.), Staar (35.) Richtzenhain (54.) 1× Richtzenhain (54./grobes Foulspiel) | 0× 4× Jukić (6.), Schluroff (24.), Staar (35.) Richtzenhain (54.) 1× Richtzenhain (54./grobes Foulspiel) | 0× 4× Jukić (6.), Schluroff (24.), Staar (35.) Richtzenhain (54.) 1× Richtzenhain (54./grobes Foulspiel) | 0× 4× Jukić (6.), Schluroff (24.), Staar (35.) Richtzenhain (54.) 1× Richtzenhain (54./grobes Foulspiel) | 0× 4× Jukić (6.), Schluroff (24.), Staar (35.) Richtzenhain (54.) 1× Richtzenhain (54./grobes Foulspiel) | 0× 4× Jukić (6.), Schluroff (24.), Staar (35.) Richtzenhain (54.) 1× Richtzenhain (54./grobes Foulspiel) | 0× 4× Jukić (6.), Schluroff (24.), Staar (35.) Richtzenhain (54.) 1× Richtzenhain (54./grobes Foulspiel) | | |
| Siebenmeter                                                                             | TuS | 1/0 – verworfen: Skroblien (51.) | 1/0 – verworfen: Skroblien (51.) | 1/0 – verworfen: Skroblien (51.) | 1/0 – verworfen: Skroblien (51.) | 1/0 – verworfen: Skroblien (51.) | 1/0 – verworfen: Skroblien (51.) | 1/0 – verworfen: Skroblien (51.) | | |
| Siebenmeter                                                                             | GWD | 9/6 – verworfen: Korte (34., 44.), Darmoul (40.) | 9/6 – verworfen: Korte (34., 44.), Darmoul (40.) | 9/6 – verworfen: Korte (34., 44.), Darmoul (40.) | 9/6 – verworfen: Korte (34., 44.), Darmoul (40.) | 9/6 – verworfen: Korte (34., 44.), Darmoul (40.) | 9/6 – verworfen: Korte (34., 44.), Darmoul (40.) | 9/6 – verworfen: Korte (34., 44.), Darmoul (40.) | | |
| Schiedsrichter                                                                          | Frederic Linker (Recklinghausen) & Sascha Schmidt (Bochum) | Frederic Linker (Recklinghausen) & Sascha Schmidt (Bochum) | Frederic Linker (Recklinghausen) & Sascha Schmidt (Bochum) | Frederic Linker (Recklinghausen) & Sascha Schmidt (Bochum) | Frederic Linker (Recklinghausen) & Sascha Schmidt (Bochum) | Frederic Linker (Recklinghausen) & Sascha Schmidt (Bochum) | Frederic Linker (Recklinghausen) & Sascha Schmidt (Bochum) | Frederic Linker (Recklinghausen) & Sascha Schmidt (Bochum) | | |
| 68                                                                                      | 111 | Handball-Bundesliga 2021/22 – 6. Spieltag | Handball-Bundesliga 2021/22 – 6. Spieltag | Handball-Bundesliga 2021/22 – 6. Spieltag | Sa., 9. Okt. 2021 20:30 | GWD Minden | TuS N-Lübbecke | 18:23 (7:13) | 2.481 | Kampa-Halle, Minden |
|                                                                                         | | Aufstellungen | GWD | Carsten Lichtlein, Malte Semisch – Lucas Meister (1), Maximilian Janke, Florian Kranzmann, Justus Richtzenhain, Christian Zeitz, Mats Korte (3), Joshua Thiele, Niclas Pieczkowski (5), Miro Schluroff, Nikola Jukić (2), Max Staar (2), Tomáš Urban (4/4), Jan Grebenc (1) Trainer: Frank Carstens                                                   | Carsten Lichtlein, Malte Semisch – Lucas Meister (1), Maximilian Janke, Florian Kranzmann, Justus Richtzenhain, Christian Zeitz, Mats Korte (3), Joshua Thiele, Niclas Pieczkowski (5), Miro Schluroff, Nikola Jukić (2), Max Staar (2), Tomáš Urban (4/4), Jan Grebenc (1) Trainer: Frank Carstens                                                   | Carsten Lichtlein, Malte Semisch – Lucas Meister (1), Maximilian Janke, Florian Kranzmann, Justus Richtzenhain, Christian Zeitz, Mats Korte (3), Joshua Thiele, Niclas Pieczkowski (5), Miro Schluroff, Nikola Jukić (2), Max Staar (2), Tomáš Urban (4/4), Jan Grebenc (1) Trainer: Frank Carstens                                                   | Carsten Lichtlein, Malte Semisch – Lucas Meister (1), Maximilian Janke, Florian Kranzmann, Justus Richtzenhain, Christian Zeitz, Mats Korte (3), Joshua Thiele, Niclas Pieczkowski (5), Miro Schluroff, Nikola Jukić (2), Max Staar (2), Tomáš Urban (4/4), Jan Grebenc (1) Trainer: Frank Carstens                                                   | Carsten Lichtlein, Malte Semisch – Lucas Meister (1), Maximilian Janke, Florian Kranzmann, Justus Richtzenhain, Christian Zeitz, Mats Korte (3), Joshua Thiele, Niclas Pieczkowski (5), Miro Schluroff, Nikola Jukić (2), Max Staar (2), Tomáš Urban (4/4), Jan Grebenc (1) Trainer: Frank Carstens           | Carsten Lichtlein, Malte Semisch – Lucas Meister (1), Maximilian Janke, Florian Kranzmann, Justus Richtzenhain, Christian Zeitz, Mats Korte (3), Joshua Thiele, Niclas Pieczkowski (5), Miro Schluroff, Nikola Jukić (2), Max Staar (2), Tomáš Urban (4/4), Jan Grebenc (1) Trainer: Frank Carstens           | Carsten Lichtlein, Malte Semisch – Lucas Meister (1), Maximilian Janke, Florian Kranzmann, Justus Richtzenhain, Christian Zeitz, Mats Korte (3), Joshua Thiele, Niclas Pieczkowski (5), Miro Schluroff, Nikola Jukić (2), Max Staar (2), Tomáš Urban (4/4), Jan Grebenc (1) Trainer: Frank Carstens           |
| TuS                                                                                     | Håvard Åsheim, Aljoša Rezar – Lutz Heiny (2), Florian Baumgärtner, Dominik Ebner, Benas Petreikis, Peter Strosack (1), Marvin Mundus (1), Yannick Dräger, Tin Kontrec (3), Luka Mrakovčić (1), Valentin Spohn, Marek Nissen, Jan-Eric Speckmann, Leoš Petrovský (1), Tom Skroblien (14/4) Trainer: Emir Kurtagic                                      | Håvard Åsheim, Aljoša Rezar – Lutz Heiny (2), Florian Baumgärtner, Dominik Ebner, Benas Petreikis, Peter Strosack (1), Marvin Mundus (1), Yannick Dräger, Tin Kontrec (3), Luka Mrakovčić (1), Valentin Spohn, Marek Nissen, Jan-Eric Speckmann, Leoš Petrovský (1), Tom Skroblien (14/4) Trainer: Emir Kurtagic                                      | Håvard Åsheim, Aljoša Rezar – Lutz Heiny (2), Florian Baumgärtner, Dominik Ebner, Benas Petreikis, Peter Strosack (1), Marvin Mundus (1), Yannick Dräger, Tin Kontrec (3), Luka Mrakovčić (1), Valentin Spohn, Marek Nissen, Jan-Eric Speckmann, Leoš Petrovský (1), Tom Skroblien (14/4) Trainer: Emir Kurtagic                                      | Håvard Åsheim, Aljoša Rezar – Lutz Heiny (2), Florian Baumgärtner, Dominik Ebner, Benas Petreikis, Peter Strosack (1), Marvin Mundus (1), Yannick Dräger, Tin Kontrec (3), Luka Mrakovčić (1), Valentin Spohn, Marek Nissen, Jan-Eric Speckmann, Leoš Petrovský (1), Tom Skroblien (14/4) Trainer: Emir Kurtagic                                      | Håvard Åsheim, Aljoša Rezar – Lutz Heiny (2), Florian Baumgärtner, Dominik Ebner, Benas Petreikis, Peter Strosack (1), Marvin Mundus (1), Yannick Dräger, Tin Kontrec (3), Luka Mrakovčić (1), Valentin Spohn, Marek Nissen, Jan-Eric Speckmann, Leoš Petrovský (1), Tom Skroblien (14/4) Trainer: Emir Kurtagic                                      | Håvard Åsheim, Aljoša Rezar – Lutz Heiny (2), Florian Baumgärtner, Dominik Ebner, Benas Petreikis, Peter Strosack (1), Marvin Mundus (1), Yannick Dräger, Tin Kontrec (3), Luka Mrakovčić (1), Valentin Spohn, Marek Nissen, Jan-Eric Speckmann, Leoš Petrovský (1), Tom Skroblien (14/4) Trainer: Emir Kurtagic                                      | Håvard Åsheim, Aljoša Rezar – Lutz Heiny (2), Florian Baumgärtner, Dominik Ebner, Benas Petreikis, Peter Strosack (1), Marvin Mundus (1), Yannick Dräger, Tin Kontrec (3), Luka Mrakovčić (1), Valentin Spohn, Marek Nissen, Jan-Eric Speckmann, Leoš Petrovský (1), Tom Skroblien (14/4) Trainer: Emir Kurtagic                                      | | | |
| Strafen                                                                                 | GWD | 1× Meister (5.) 5× Staar (18.), Pieczkowski (19.), Meister (24., 54.), Jukić (32.) | 1× Meister (5.) 5× Staar (18.), Pieczkowski (19.), Meister (24., 54.), Jukić (32.) | 1× Meister (5.) 5× Staar (18.), Pieczkowski (19.), Meister (24., 54.), Jukić (32.) | 1× Meister (5.) 5× Staar (18.), Pieczkowski (19.), Meister (24., 54.), Jukić (32.) | 1× Meister (5.) 5× Staar (18.), Pieczkowski (19.), Meister (24., 54.), Jukić (32.) | 1× Meister (5.) 5× Staar (18.), Pieczkowski (19.), Meister (24., 54.), Jukić (32.) | 1× Meister (5.) 5× Staar (18.), Pieczkowski (19.), Meister (24., 54.), Jukić (32.) | | |
| Strafen                                                                                 | TuS | 1× Petrovský (7.) 4× Spohn (7.), Kontrec (13., 58.), Dräger (47.) | 1× Petrovský (7.) 4× Spohn (7.), Kontrec (13., 58.), Dräger (47.) | 1× Petrovský (7.) 4× Spohn (7.), Kontrec (13., 58.), Dräger (47.) | 1× Petrovský (7.) 4× Spohn (7.), Kontrec (13., 58.), Dräger (47.) | 1× Petrovský (7.) 4× Spohn (7.), Kontrec (13., 58.), Dräger (47.) | 1× Petrovský (7.) 4× Spohn (7.), Kontrec (13., 58.), Dräger (47.) | 1× Petrovský (7.) 4× Spohn (7.), Kontrec (13., 58.), Dräger (47.) | | |
| Siebenmeter                                                                             | GWD | 6/4 – verworfen: Urban (35., 58.) | 6/4 – verworfen: Urban (35., 58.) | 6/4 – verworfen: Urban (35., 58.) | 6/4 – verworfen: Urban (35., 58.) | 6/4 – verworfen: Urban (35., 58.) | 6/4 – verworfen: Urban (35., 58.) | 6/4 – verworfen: Urban (35., 58.) | | |
| Siebenmeter                                                                             | TuS | 4/4 | 4/4 | 4/4 | 4/4 | 4/4 | 4/4 | 4/4 | | |
| Schiedsrichter                                                                          | Christian vom Dorff & Fabian vom Dorff (beide Kaarst) | Christian vom Dorff & Fabian vom Dorff (beide Kaarst) | Christian vom Dorff & Fabian vom Dorff (beide Kaarst) | Christian vom Dorff & Fabian vom Dorff (beide Kaarst) | Christian vom Dorff & Fabian vom Dorff (beide Kaarst) | Christian vom Dorff & Fabian vom Dorff (beide Kaarst) | Christian vom Dorff & Fabian vom Dorff (beide Kaarst) | Christian vom Dorff & Fabian vom Dorff (beide Kaarst) | | |
| 69                                                                                      | 112 | Handball-Bundesliga 2021/22 – 24. Spieltag | Handball-Bundesliga 2021/22 – 24. Spieltag | Handball-Bundesliga 2021/22 – 24. Spieltag | Do., 10. März 2022 19:05 | TuS N-Lübbecke | GWD Minden | 19:21 (7:10) | 1.650 (ausverkauft) | Merkur Arena, Lübbecke |
|                                                                                         | | Aufstellungen | TuS | Håvard Åsheim, Aljoša Rezar (n.e.) – Rennosuke Tokuda, Lutz Heiny (3), Finn-Jannes Gernus (n.e.), Tom Wolf (n.e.), Benas Petreikis (2), Peter Strosack (2), Marvin Mundus, Yannick Dräger, Tin Kontrec, Luka Mrakovčić (1), Marek Nissen, Leoš Petrovský (2), Tom Skroblien (9/2) Trainer: Emir Kurtagic                                              | Håvard Åsheim, Aljoša Rezar (n.e.) – Rennosuke Tokuda, Lutz Heiny (3), Finn-Jannes Gernus (n.e.), Tom Wolf (n.e.), Benas Petreikis (2), Peter Strosack (2), Marvin Mundus, Yannick Dräger, Tin Kontrec, Luka Mrakovčić (1), Marek Nissen, Leoš Petrovský (2), Tom Skroblien (9/2) Trainer: Emir Kurtagic                                              | Håvard Åsheim, Aljoša Rezar (n.e.) – Rennosuke Tokuda, Lutz Heiny (3), Finn-Jannes Gernus (n.e.), Tom Wolf (n.e.), Benas Petreikis (2), Peter Strosack (2), Marvin Mundus, Yannick Dräger, Tin Kontrec, Luka Mrakovčić (1), Marek Nissen, Leoš Petrovský (2), Tom Skroblien (9/2) Trainer: Emir Kurtagic                                              | Håvard Åsheim, Aljoša Rezar (n.e.) – Rennosuke Tokuda, Lutz Heiny (3), Finn-Jannes Gernus (n.e.), Tom Wolf (n.e.), Benas Petreikis (2), Peter Strosack (2), Marvin Mundus, Yannick Dräger, Tin Kontrec, Luka Mrakovčić (1), Marek Nissen, Leoš Petrovský (2), Tom Skroblien (9/2) Trainer: Emir Kurtagic                                              | Håvard Åsheim, Aljoša Rezar (n.e.) – Rennosuke Tokuda, Lutz Heiny (3), Finn-Jannes Gernus (n.e.), Tom Wolf (n.e.), Benas Petreikis (2), Peter Strosack (2), Marvin Mundus, Yannick Dräger, Tin Kontrec, Luka Mrakovčić (1), Marek Nissen, Leoš Petrovský (2), Tom Skroblien (9/2) Trainer: Emir Kurtagic      | Håvard Åsheim, Aljoša Rezar (n.e.) – Rennosuke Tokuda, Lutz Heiny (3), Finn-Jannes Gernus (n.e.), Tom Wolf (n.e.), Benas Petreikis (2), Peter Strosack (2), Marvin Mundus, Yannick Dräger, Tin Kontrec, Luka Mrakovčić (1), Marek Nissen, Leoš Petrovský (2), Tom Skroblien (9/2) Trainer: Emir Kurtagic      | Håvard Åsheim, Aljoša Rezar (n.e.) – Rennosuke Tokuda, Lutz Heiny (3), Finn-Jannes Gernus (n.e.), Tom Wolf (n.e.), Benas Petreikis (2), Peter Strosack (2), Marvin Mundus, Yannick Dräger, Tin Kontrec, Luka Mrakovčić (1), Marek Nissen, Leoš Petrovský (2), Tom Skroblien (9/2) Trainer: Emir Kurtagic      |
| GWD                                                                                     | Carsten Lichtlein, Malte Semisch – Lucas Meister (3), Maximilian Janke, Florian Kranzmann (2), Justus Richtzenhain, Christian Zeitz, Mats Korte, Joshua Thiele, Niclas Pieczkowski (1), Miro Schluroff (4), Max Staar (2), Miro Schluroff, Marko Vignjević (n.e.), Tomáš Urban (4), Jan Grebenc (1), Mohamed Darmoul (6/1) Trainer: Frank Carstens    | Carsten Lichtlein, Malte Semisch – Lucas Meister (3), Maximilian Janke, Florian Kranzmann (2), Justus Richtzenhain, Christian Zeitz, Mats Korte, Joshua Thiele, Niclas Pieczkowski (1), Miro Schluroff (4), Max Staar (2), Miro Schluroff, Marko Vignjević (n.e.), Tomáš Urban (4), Jan Grebenc (1), Mohamed Darmoul (6/1) Trainer: Frank Carstens    | Carsten Lichtlein, Malte Semisch – Lucas Meister (3), Maximilian Janke, Florian Kranzmann (2), Justus Richtzenhain, Christian Zeitz, Mats Korte, Joshua Thiele, Niclas Pieczkowski (1), Miro Schluroff (4), Max Staar (2), Miro Schluroff, Marko Vignjević (n.e.), Tomáš Urban (4), Jan Grebenc (1), Mohamed Darmoul (6/1) Trainer: Frank Carstens    | Carsten Lichtlein, Malte Semisch – Lucas Meister (3), Maximilian Janke, Florian Kranzmann (2), Justus Richtzenhain, Christian Zeitz, Mats Korte, Joshua Thiele, Niclas Pieczkowski (1), Miro Schluroff (4), Max Staar (2), Miro Schluroff, Marko Vignjević (n.e.), Tomáš Urban (4), Jan Grebenc (1), Mohamed Darmoul (6/1) Trainer: Frank Carstens    | Carsten Lichtlein, Malte Semisch – Lucas Meister (3), Maximilian Janke, Florian Kranzmann (2), Justus Richtzenhain, Christian Zeitz, Mats Korte, Joshua Thiele, Niclas Pieczkowski (1), Miro Schluroff (4), Max Staar (2), Miro Schluroff, Marko Vignjević (n.e.), Tomáš Urban (4), Jan Grebenc (1), Mohamed Darmoul (6/1) Trainer: Frank Carstens    | Carsten Lichtlein, Malte Semisch – Lucas Meister (3), Maximilian Janke, Florian Kranzmann (2), Justus Richtzenhain, Christian Zeitz, Mats Korte, Joshua Thiele, Niclas Pieczkowski (1), Miro Schluroff (4), Max Staar (2), Miro Schluroff, Marko Vignjević (n.e.), Tomáš Urban (4), Jan Grebenc (1), Mohamed Darmoul (6/1) Trainer: Frank Carstens    | Carsten Lichtlein, Malte Semisch – Lucas Meister (3), Maximilian Janke, Florian Kranzmann (2), Justus Richtzenhain, Christian Zeitz, Mats Korte, Joshua Thiele, Niclas Pieczkowski (1), Miro Schluroff (4), Max Staar (2), Miro Schluroff, Marko Vignjević (n.e.), Tomáš Urban (4), Jan Grebenc (1), Mohamed Darmoul (6/1) Trainer: Frank Carstens    | | | |
| Strafen                                                                                 | TuS | 4× Kontrec (3., 22.), Heiny (8.), Dräger (13.) | 4× Kontrec (3., 22.), Heiny (8.), Dräger (13.) | 4× Kontrec (3., 22.), Heiny (8.), Dräger (13.) | 4× Kontrec (3., 22.), Heiny (8.), Dräger (13.) | 4× Kontrec (3., 22.), Heiny (8.), Dräger (13.) | 4× Kontrec (3., 22.), Heiny (8.), Dräger (13.) | 4× Kontrec (3., 22.), Heiny (8.), Dräger (13.) | | |
| Strafen                                                                                 | GWD | 7× Grebenc (13.), Pieczkowski (17., 50.), Richtzenhain (25.), Urban (28.), Zeitz (30.), Thiele (31.) | 7× Grebenc (13.), Pieczkowski (17., 50.), Richtzenhain (25.), Urban (28.), Zeitz (30.), Thiele (31.) | 7× Grebenc (13.), Pieczkowski (17., 50.), Richtzenhain (25.), Urban (28.), Zeitz (30.), Thiele (31.) | 7× Grebenc (13.), Pieczkowski (17., 50.), Richtzenhain (25.), Urban (28.), Zeitz (30.), Thiele (31.) | 7× Grebenc (13.), Pieczkowski (17., 50.), Richtzenhain (25.), Urban (28.), Zeitz (30.), Thiele (31.) | 7× Grebenc (13.), Pieczkowski (17., 50.), Richtzenhain (25.), Urban (28.), Zeitz (30.), Thiele (31.) | 7× Grebenc (13.), Pieczkowski (17., 50.), Richtzenhain (25.), Urban (28.), Zeitz (30.), Thiele (31.) | | |
| Siebenmeter                                                                             | TuS | 3/2 – verworfen: Skroblien (51.) | 3/2 – verworfen: Skroblien (51.) | 3/2 – verworfen: Skroblien (51.) | 3/2 – verworfen: Skroblien (51.) | 3/2 – verworfen: Skroblien (51.) | 3/2 – verworfen: Skroblien (51.) | 3/2 – verworfen: Skroblien (51.) | | |
| Siebenmeter                                                                             | GWD | 2/1 – verworfen: Darmoul (32.) | 2/1 – verworfen: Darmoul (32.) | 2/1 – verworfen: Darmoul (32.) | 2/1 – verworfen: Darmoul (32.) | 2/1 – verworfen: Darmoul (32.) | 2/1 – verworfen: Darmoul (32.) | 2/1 – verworfen: Darmoul (32.) | | |
| Schiedsrichter                                                                          | Robert Schulze & Tobias Tönnies (beide Magdeburg) | Robert Schulze & Tobias Tönnies (beide Magdeburg) | Robert Schulze & Tobias Tönnies (beide Magdeburg) | Robert Schulze & Tobias Tönnies (beide Magdeburg) | Robert Schulze & Tobias Tönnies (beide Magdeburg) | Robert Schulze & Tobias Tönnies (beide Magdeburg) | Robert Schulze & Tobias Tönnies (beide Magdeburg) | Robert Schulze & Tobias Tönnies (beide Magdeburg) | | |

- Red Devils, Suptras Nettelstedt (beide TuS N-Lübbecke)
- Ultras Flensburg (SG Flensburg-Handewitt)

### Vereinslieder
- Big Balls – Grün Weiß (2002)
- Marco Buhrmester feat. Markus Oldemeyer – Wir sind GWD (2009)
- Andy Kelle – Einmal GWD, immer GWD (2014)
- Ayo & Sky – GWD Minden Hymne (2015)
- Between Minds – Wir stehen hinter dir (2018)

Die Band zero/zero widmete GWD Minden in ihrem Song Minden aus dem Jahr 2011 folgende Textzeile:

„Du bist treu!

Dein grünes Blut pulsiert in den Adern,

Ob nun Zweite oder Erste: Immer hinter dem Kader!“

und ist als Anspielung auf die Verbundenheit zum Klub unabhängig von dessen Ligazugehörigkeit zu verstehen.
Der Rapper Trauma erwähnt GWD in seinem Song Mi, myself and I aus dem Jahr 2018:

„Spart Euch das Gelächter!

Spitten wie der Weserspucker – GWD und Treffer!“

## Sponsoring

### Trikot-Hauptsponsoren
- 1979–1985, 2002–2008 sowie seit 2020: Melitta
- 1985–1997: MERKUR Spielothek
- 1997–2000: RODENBERG Türsysteme AG
- 2000–2002: rohde
- 2008–2020: Harting

### Ausrüster
GWD Minden wird seit 1964 ununterbrochen ausschließlich von hummel ausgerüstet und spielt seitdem in Artikeln der inzwischen dänischen Firma.

### POOL 100
Am 3. August 1989 stellte der Verein auf einer eigens einberufenen Pressekonferenz das Projekt Pro GWD – Konzept 2000 vor. Wesentlicher Bestandteil dieses Projektes war der GWD POOL 100 und gilt auch heute noch als ein Erfolgsrezept – entgegen dem inzwischen einsetzenden Trend – für den Erhalt von Bundesligahandball in Minden abseits der großen Städte. Inspiriert wurden Teile der Vereinsführung ein Jahr zuvor vom Fußball-Zweitligisten Eintracht Braunschweig und dessen Eintracht POOL 100. Die endgültige Gründung der POOL 100 Sportwerbung Bundesliga GbR erfolgte am 1. Oktober.
Seit dem 1. Juli 2014 ist der GWD POOL 100 aus haftungsrechtlichen und steuerlichen Gründen als wirtschaftlich und organisatorisch eigenständiges Profitcenter in die GWD Minden Handball-Bundesliga GmbH & Co. KG integriert.